# Liste der Biografien/Wink
Liste der Biografien |
Portal Biografien |
Personensuche
# |
A |
B |
C |
D |
E |
F |
G |
H |
I |
J |
K |
L |
M |
N |
O |
P |
Q |
R |
S |
T |
U |
V |
W |
X |
Y |
Z |
?
 
Wa |
Wc |
Wd |
We |
Wh |
Wi |
Wj |
Wl |
Wn |
Wo |
Wr |
Ws |
Wt |
Wu |
Ww |
Wy |
Wz
 
Wia |
Wib |
Wic |
Wid |
Wie |
Wif |
Wig |
Wih |
Wii |
Wij |
Wik |
Wil |
Wim |
Win |
Wio |
Wip |
Wir |
Wis |
Wit |
Wiv |
Wiw |
Wix |
Wiz
 
Wina |
Winb |
Winc |
Wind |
Wine |
Winf |
Wing |
Winh |
Wini |
Wink |
Winl |
Winm |
Winn |
Wino |
Winq |
Winr |
Wins |
Wint |
Winw |
Winz
Die Liste der Biografien führt alle Personen auf, die in der deutschsprachigen Wikipedia einen Artikel haben. Dieses ist eine Teilliste mit 503 Einträgen von Personen, deren Namen mit den Buchstaben „Wink“ beginnt.

## Wink
- Wink, André (* 1953), niederländischer Indologe
- Wink, Christian (1738–1797), deutscher Maler
- Wink, Friedrich (1843–1905), deutscher Komponist
- Wink, Georg (1894–1967), deutscher Landrat
- Wink, Josh (* 1970), US-amerikanischer Techno-DJ, Musikproduzent und Techno-Künstler
- Wink, Michael (* 1951), deutscher Biologe
- Wink, Steffen (* 1967), deutscher SchauspielerSteffen Wink (* 1967)

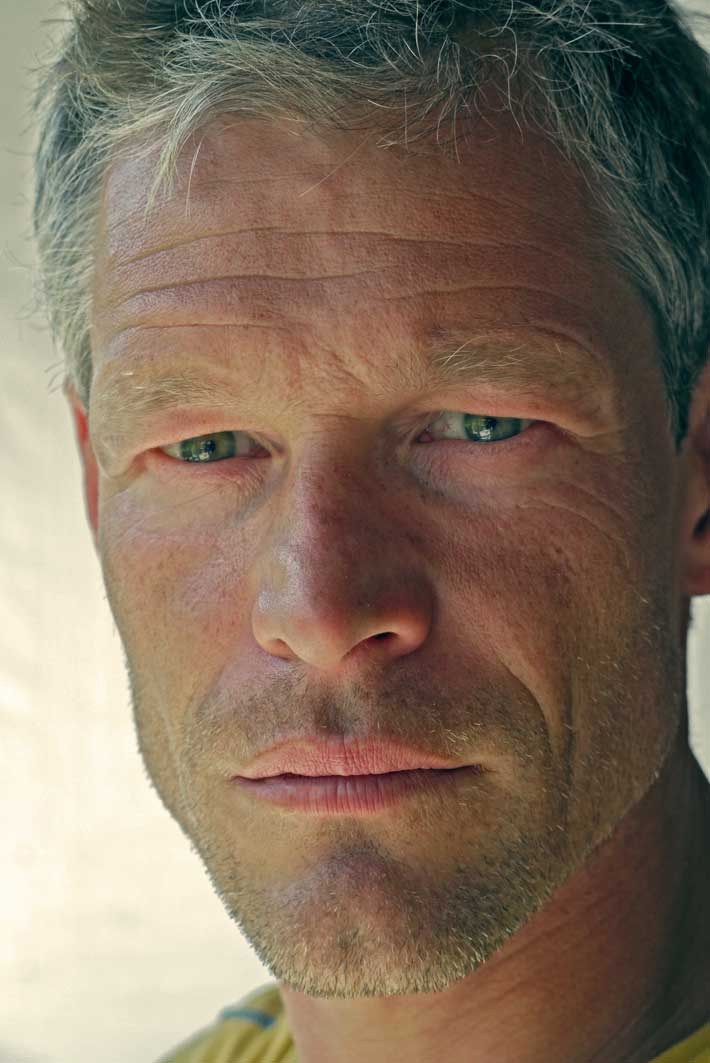
Steffen Wink (* 1967)

- Wink, Steven (* 1984), deutscher Politiker (FDP), MdL
- Wink, Walter (1935–2012), US-amerikanischer evangelischer Theologe

### Winkc
- Winkcup, Georgia (* 1997), australische Hindernisläuferin

### Winke
- Winkel, Anastasiya (* 1993), deutsche Seglerin
- Winkel, August (1902–1968), deutscher Chemiker und Aerosolexperte
- Winkel, Carl (1857–1908), deutscher Kaufmann und Fotograf
- Winkel, Carmen (* 1979), deutsche Historikerin
- Winkel, Corrie (* 1944), niederländische Schwimmerin
- Winkel, Dietrich Nikolaus (1777–1826), deutsch-niederländischer Erfinder
- Winkel, Georg (* 1975), deutscher Forstwissenschaftler und Hochschullehrer
- Winkel, Gustav Gotthilf (1857–1937), deutscher Verwaltungsjurist; HeraldikerGustav Gotthilf Winkel (1857–1937)

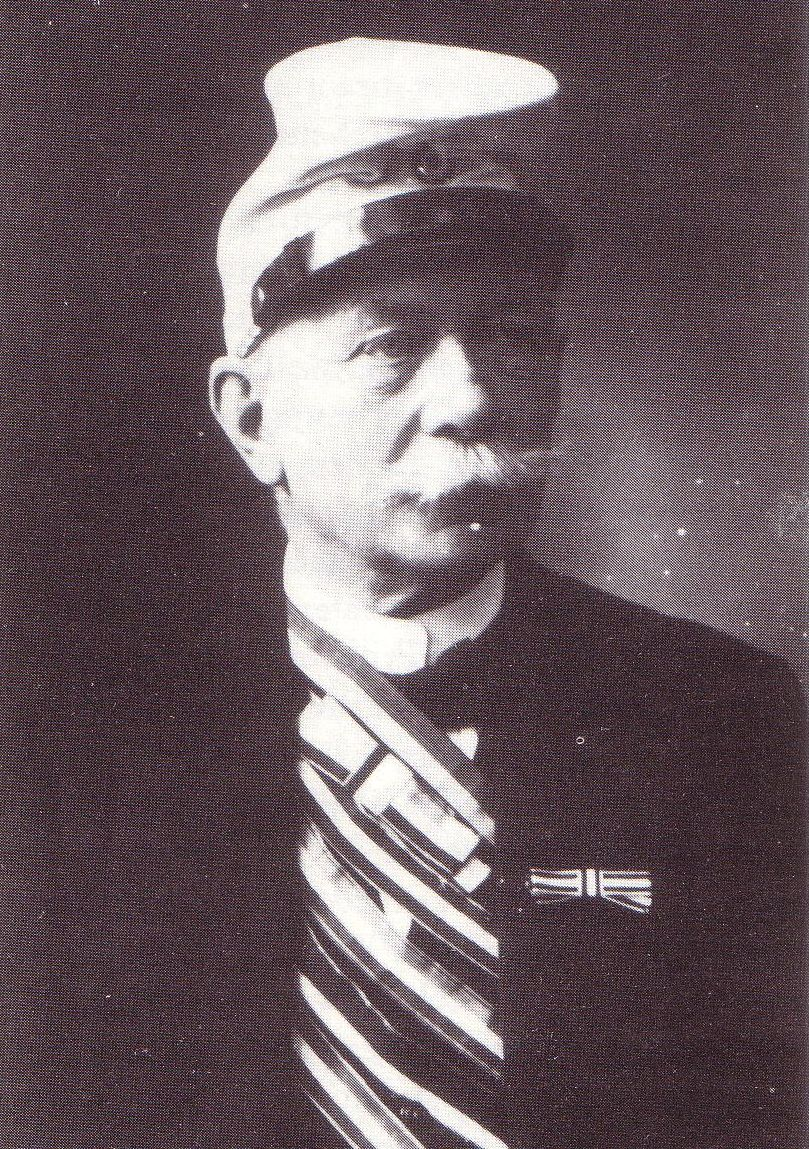
Gustav Gotthilf Winkel (1857–1937)

- Winkel, Harald (1931–2005), deutscher Wirtschaftswissenschaftler, Historiker und Verleger
- Winkel, Heinrich, deutscher Reformator
- Winkel, Heinz (1914–1962), deutscher Orchesterleiter des Musikkorps der Schutzpolizei Berlin und Obermusikmeister
- Winkel, Johannes (* 1991), deutscher Politiker (CDU)
- Winkel, Josef (1875–1904), deutscher Landschafts-, Porträt-, Figuren- und Genremaler sowie Zeichner
- Winkel, Karsten (* 1961), deutscher Fußballspieler
- Winkel, Leo (1885–1981), deutscher Konstrukteur
- Winkel, Loni (1945–2006), deutsche Fußballspielerin
- Winkel, Ludger (* 1962), deutscher Fußballspieler
- Winkel, Lydia (1913–1964), niederländische Journalistin und im Widerstand aktiv
- Winkel, Oswald (1874–1953), deutscher Kartograf
- Winkel, Rainer (1943–2021), deutscher Schulpädagoge, Hochschullehrer und Autor
- Winkel, Rudolf (1827–1905), deutscher Mechaniker und Unternehmer
- Winkel, Sascha (* 1987), deutscher Moderator
- Winkel, Torsten de (* 1965), deutscher Musiker und Komponist in den Bereichen Jazz und Weltmusik, Improvisationstheoretiker und Neurophilosoph
- Winkel, Wolfram (* 1970), deutscher Schlagzeuger, Polyrhythmiker und Hochschuldozent
- Winkel-Wergen, Marion (* 1957), deutsche Künstlerin und Keramikerin
- Winkelbauer, Paulus (1932–2008), österreichischer Geistlicher und Abt von Zwettl
- Winkelbauer, Thomas (* 1957), österreichischer Historiker
- Winkelblech, Jürgen (* 1970), deutscher Filmeditor
- Winkelblech, Karl Georg (1810–1865), deutscher Nationalökonom
- Winkelgrund, Rolf (1936–2021), deutscher Theaterregisseur
- Winkelhausen, Johann Philipp von († 1633), Domherr in Münster, Paderborn und Hildesheim
- Winkelhausen, Marisa (* 1988), Schweizer Curlerin
- Winkelheide, Bernhard (1908–1988), deutscher Politiker (CDU), MdB, Mitglied des Wirtschaftsrates der Bizone
- Winkelheide, Martin (* 1965), deutscher Hörfunkjournalist und Moderator
- Winkelhock, Joachim (* 1960), deutscher AutorennfahrerJoachim Winkelhock (* 1960)

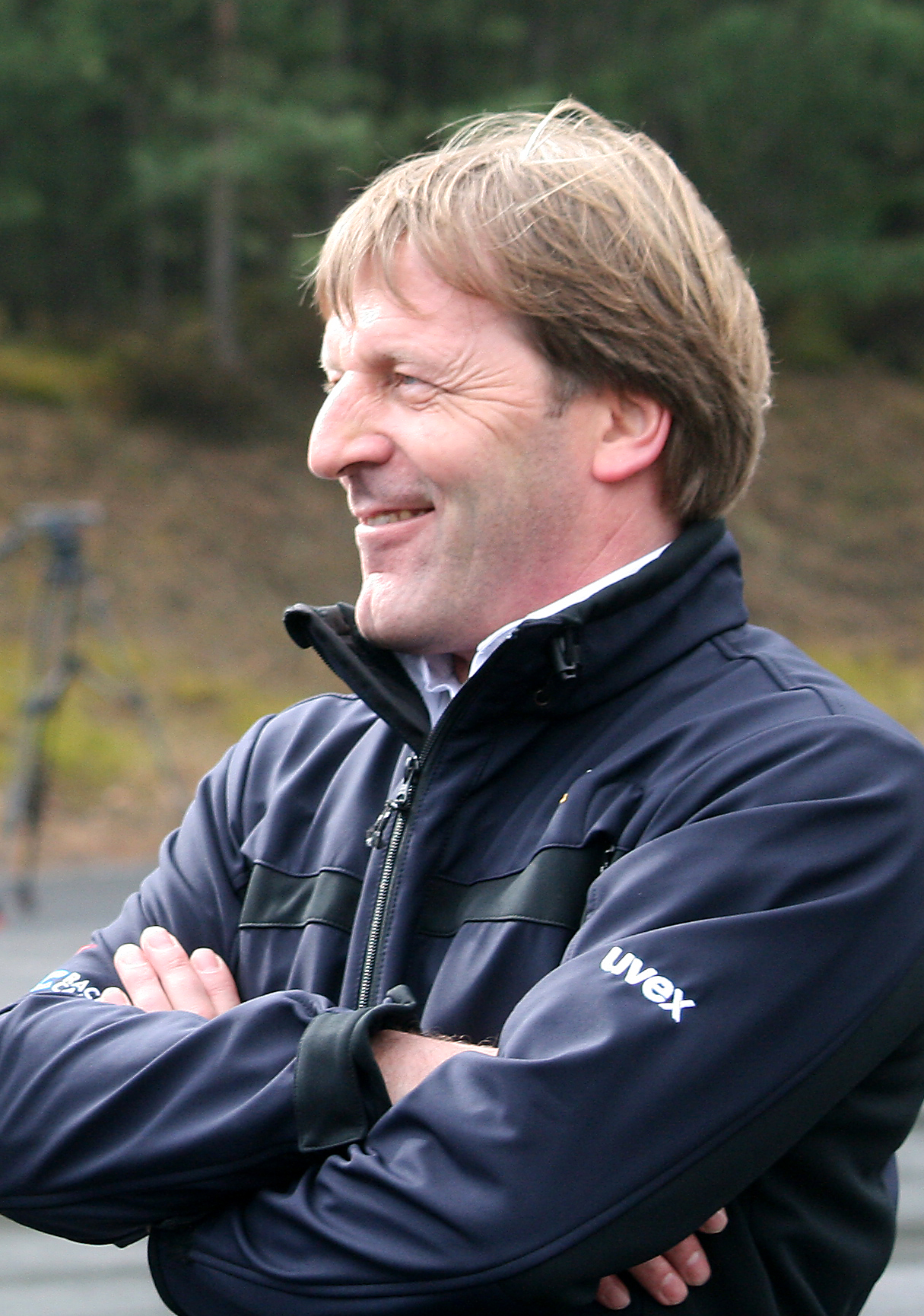
Joachim Winkelhock (* 1960)

- Winkelhock, Manfred (1951–1985), deutscher Automobilrennfahrer
- Winkelhock, Markus (* 1980), deutscher AutomobilrennfahrerMarkus Winkelhock (* 1980)

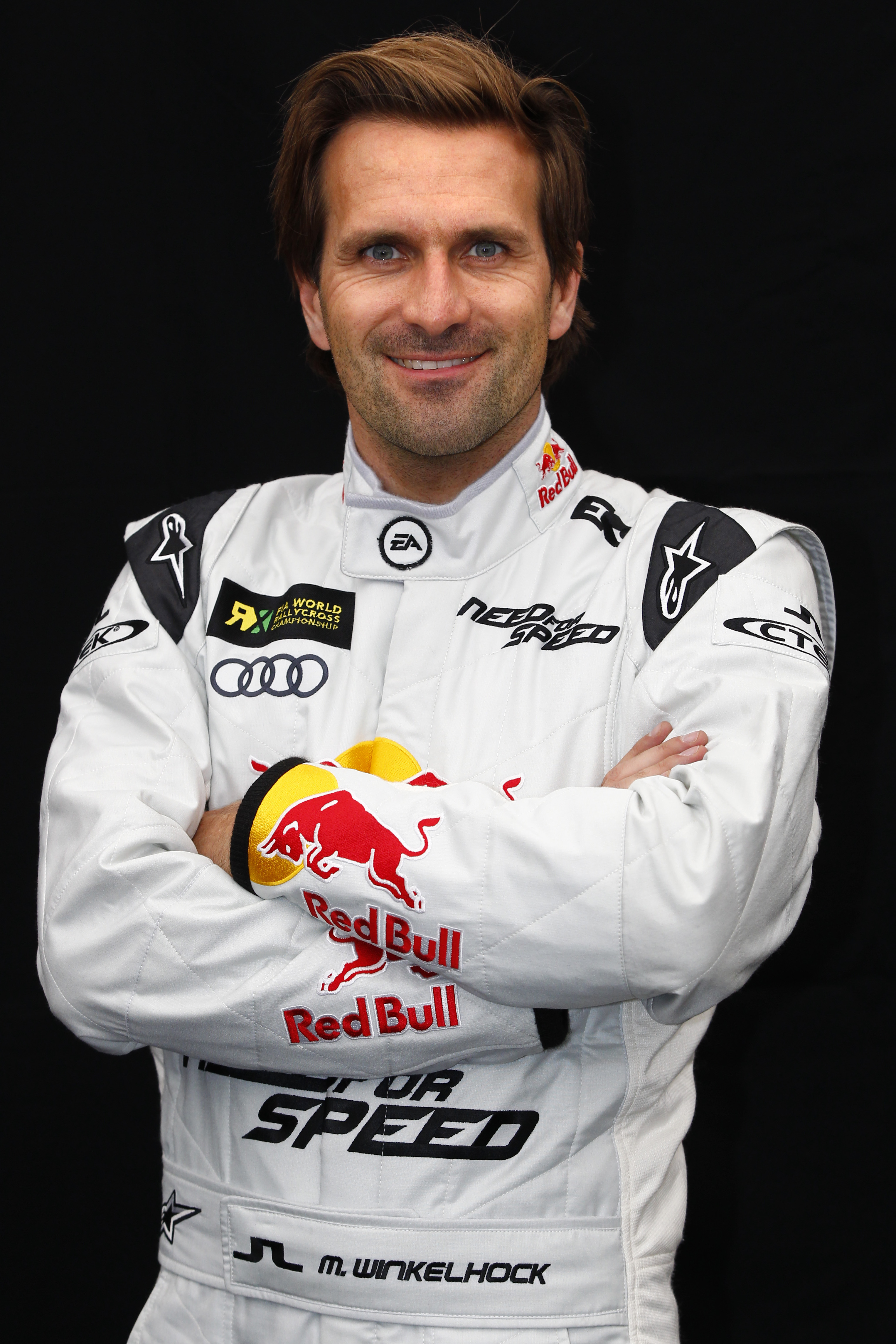
Markus Winkelhock (* 1980)

- Winkelhock, Thomas (* 1968), deutscher Automobilrennfahrer
- Winkelhofer, Benedikt (1820–1894), deutscher Landwirt und Politiker (Zentrum), MdR
- Winkelhofer, Heinrich (1478–1526), deutscher Rechtsgelehrter
- Winkelhofer, Martina (* 1972), österreichische Historikerin, Kunsthistorikerin und Autorin
- Winkelhofer, Sebastian (1743–1806), deutscher katholischer Theologe sowie Pfarr- und Hofprediger
- Winkelhorst, Steffan (* 1992), niederländischer Skirennläufer
- Winkelhues, Wolfgang (* 1947), deutscher Dressurreiter, Landestrainer der Dressurreiter in Nordrhein-Westfalen
- Winkelirer, Josef († 1853), deutscher Porträt- und Landschaftsmaler
- Winkeljohann, Norbert (* 1957), deutscher Wirtschaftsprüfer und Steuerberater
- Winkelman, Betty (* 1936), US-amerikanische Krimiautorin
- Winkelman, Helena (* 1974), Schweizer Komponistin
- Winkelman, Henri (1876–1952), niederländischer Offizier, zuletzt General im Zweiten Weltkrieg und Oberbefehlshaber
- Winkelmann, Adolf (1833–1856), deutscher Stenograf, amtlicher Stenograph der preußischen Zweiten Kammer und des preußischen Herrenhauses
- Winkelmann, Adolf (1848–1910), deutscher Physiker
- Winkelmann, Adolf (1875–1951), preußischer Verwaltungsjurist, Gutsbesitzer und Landrat
- Winkelmann, Adolf (1887–1947), deutscher KZ-Arzt
- Winkelmann, Adolf (* 1946), deutscher Regisseur und Filmproduzent
- Winkelmann, Adolph (1813–1883), deutscher Richter sowie Mitglied des Konstituierenden Reichstags des Norddeutschen Bundes
- Winkelmann, Andreas (* 1968), deutscher Schriftsteller und ThrillerautorAndreas Winkelmann (* 1968)

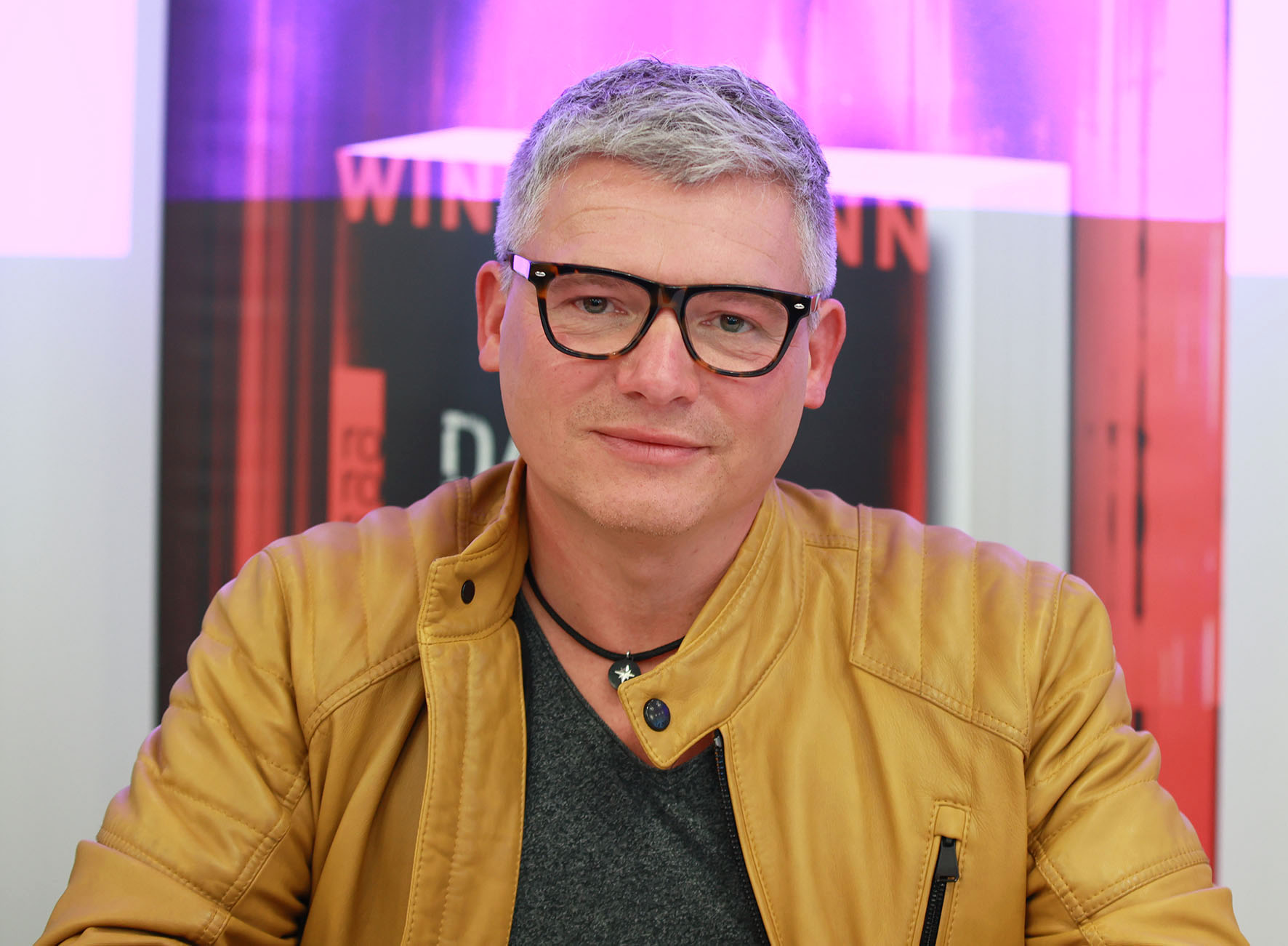
Andreas Winkelmann (* 1968)

- Winkelmann, August Stephan (1780–1806), Mediziner und Schriftsteller
- Winkelmann, Augustinus (1881–1954), deutscher katholischer Priester
- Winkelmann, Bianca (* 1967), deutsche Politikerin (CDU), MdL
- Winkelmann, Carl (1865–1924), deutscher Politiker der SPD
- Winkelmann, Christian Hermann (1883–1946), US-amerikanischer Geistlicher, Bischof von Wichita
- Winkelmann, Christian Ludewig Theodor (1812–1875), deutscher Klavierfabrikant
- Winkelmann, Coco (* 1978), deutsche Kinderdarstellerin der ZDF-Weihnachtsserie Laura und Luis
- Winkelmann, Eduard (1838–1896), deutscher Historiker und Hochschullehrer
- Winkelmann, Egon (1928–2015), deutscher Diplomat und SED-Funktionär, MdV
- Winkelmann, Emilie (1875–1951), erste freiberufliche deutsche Architektin
- Winkelmann, Fred (* 1937), deutscher Fußballspieler
- Winkelmann, Friedhelm (1929–2025), deutscher Kirchenhistoriker, Byzantinist und Hochschullehrer
- Winkelmann, Friedrich (1852–1934), deutscher Prähistoriker, provinzialrömischer Archäologe sowie Streckenkommissar der Reichs-Limeskommission, Gutsbesitzer und Kommunalpolitiker
- Winkelmann, Friedrich Gustav (1795–1851), deutscher Kaufmann und Bremer Politiker, MdBB
- Winkelmann, Fritz (1909–1993), deutscher Politiker (DP), MdL
- Winkelmann, Hans-Hugo (1907–1995), deutscher General der Volkspolizei
- Winkelmann, Helen (* 1962), neuseeländische Juristin
- Winkelmann, Helmut (1941–2018), deutscher Schauspieler, Hörspiel- und Synchronsprecher
- Winkelmann, Hermann (1847–1912), deutscher Opernsänger (Tenor)
- Winkelmann, Horst (* 1940), deutscher Botschafter
- Winkelmann, Ingo (1958–2020), deutscher Diplomat
- Winkelmann, Johann Friedrich (1772–1821), deutscher Maler
- Winkelmann, Jörg (* 1963), deutscher Mathematiker
- Winkelmann, Josef (1896–1928), deutscher Ordensgeistlicher, Missionar und Märtyrer
- Winkelmann, Juliane (* 1967), deutsche Neurologin und Humangenetikerin
- Winkelmann, Jutta (1949–2017), deutsche Regisseurin und AutorinJutta Winkelmann (1949–2017)

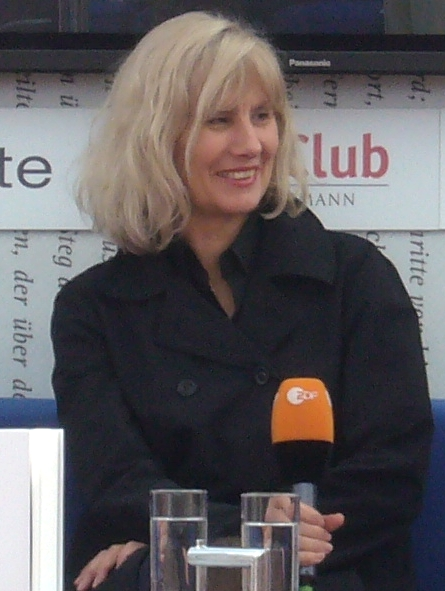
Jutta Winkelmann (1949–2017)

- Winkelmann, Kirsten (* 1969), deutsche Schriftstellerin
- Winkelmann, Klaus (1939–2007), deutscher Fußballspieler
- Winkelmann, Kurt (1932–1996), deutscher lutherischer Geistlicher
- Winkelmann, Lutz (* 1956), deutscher Politiker (CDU), MdL
- Winkelmann, Max (1862–1935), deutscher Kaufmann
- Winkelmann, Max (1875–1938), deutscher Polizist und Politiker (NSDAP)
- Winkelmann, Max (1879–1946), deutscher Ingenieurwissenschaftler
- Winkelmann, Otto (1894–1977), deutscher General der SS und Ordnungspolizei, der am Holocaust der ungarischen Juden beteiligt war
- Winkelmann, Otto (1931–2014), deutscher Arzt und Professor für Geschichte der Medizin
- Winkelmann, Otto (* 1949), deutscher Romanist
- Winkelmann, Ricarda (* 1985), deutsche Physikerin und Glaziologin
- Winkelmann, Rita (* 1972), deutsche Schauspielerin
- Winkelmann, Stephan (* 1964), deutscher Manager, Präsident und CEO von Lamborghini und Präsident der Bugatti Automobiles
- Winkelmann, Theodor (* 1945), deutscher Brigadegeneral der Bundeswehr
- Winkelmann, Thomas (* 1959), deutscher Manager
- Winkelmann, Thorsten (* 1981), deutscher Politikwissenschaftler
- Winkelmann, Ulrich (* 1957), deutscher Lokalpolitiker, Bürgermeister von Sprockhövel
- Winkelmann, Ulrike (* 1971), deutsche Journalistin
- Winkelmann, Wilhelm (1911–2002), deutscher Archäologe
- Winkelmann, Willy (1890–1970), deutscher Politiker (CDU der DDR)
- Winkelmann, Winfried (* 1943), deutscher Tumororthopäde und Hochschullehrer
- Winkelmayer, Rudolf (* 1955), österreichischer Veterinär und Autor
- Winkelmeier, Franz (1860–1887), größter Mensch der Welt
- Winkelmeier, Gert (* 1956), deutscher Politiker (Die Linke), MdB
- Winkelmeier-Becker, Elisabeth (* 1962), deutsche Politikerin (CDU), MdBElisabeth Winkelmeier-Becker (* 1962)

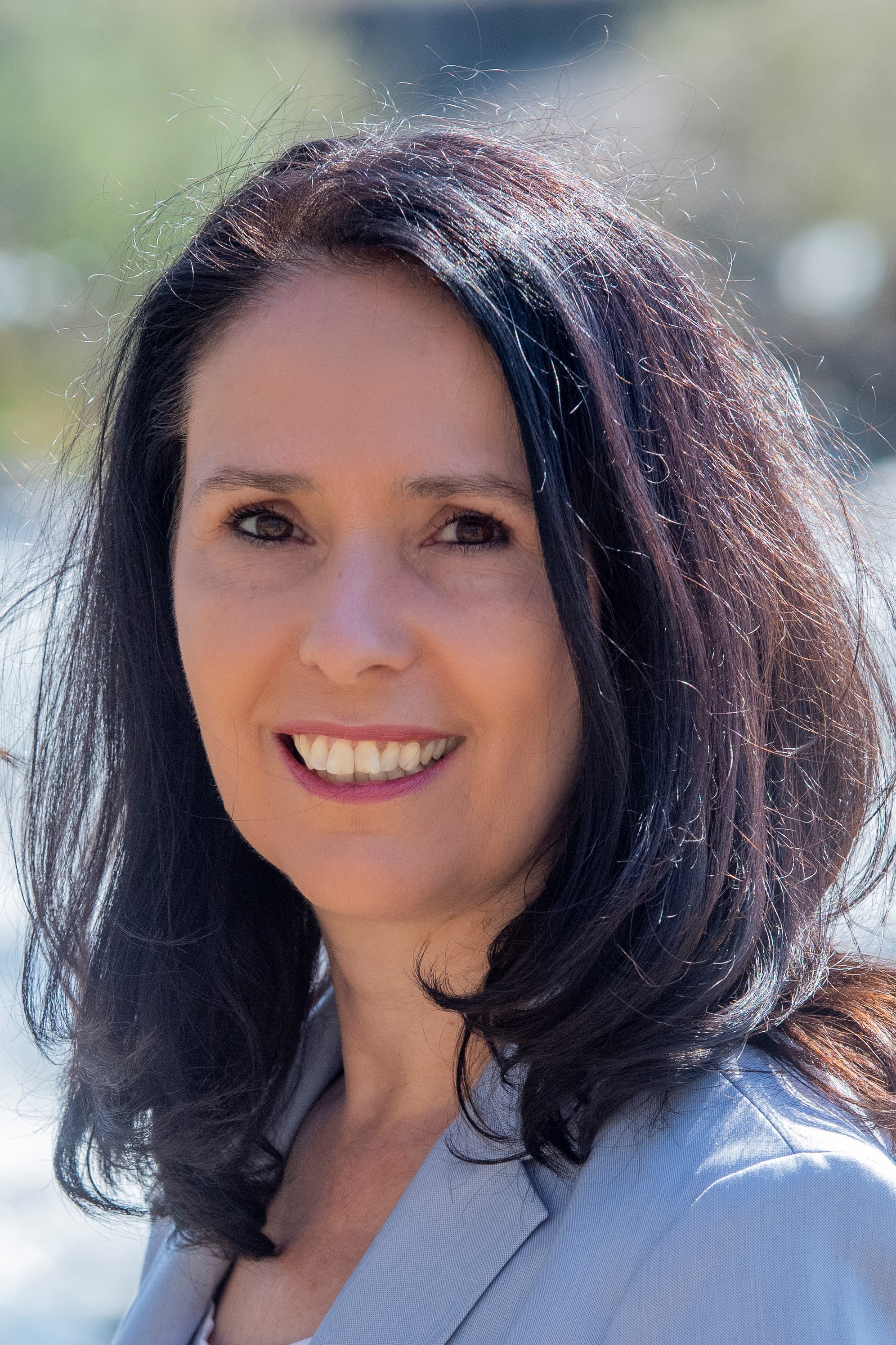
Elisabeth Winkelmeier-Becker (* 1962)

- Winkelmolen, Henricus (1921–1998), niederländischer römisch-katholischer Ordensgeistlicher und Apostolischer Präfekt von Same
- Winkelmüller, Otto, deutscher Architekt, Fachlehrer, Sachbuch-Autor und Sachverständiger
- Winkelmüller, Otto (1895–1970), deutscher Architekt, Baubeamter und Heraldiker
- Winkelmüller, Wolfhard (* 1938), deutscher Neurochirurg
- Winkelnkemper, Peter (1902–1944), deutscher nationalsozialistischer Journalist und Kommunalpolitiker
- Winkelnkemper, Peter (1945–2016), deutscher Sportwissenschaftler, Hochschullehrer, Basketballtrainer
- Winkelnkemper, Toni (1905–1968), deutscher Politiker (NSDAP), MdR, MdL
- Winkelried, Arnold, mythischer Schweizer HeldArnold Winkelried

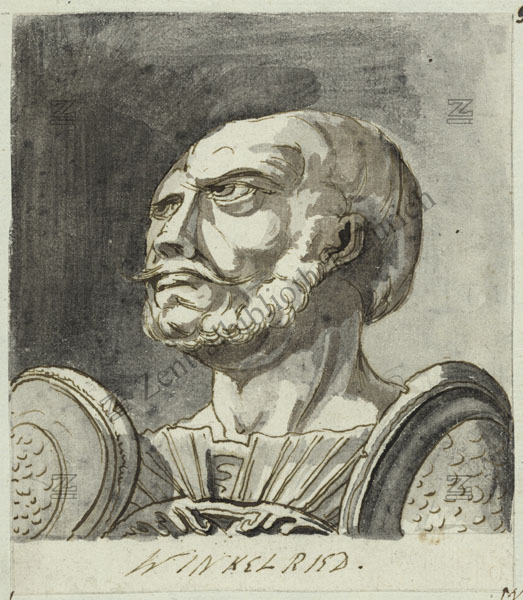
Arnold Winkelried

- Winkelried, Heinrich von († 1303), Schweizer Ritter
- Winkels, Grete (1918–2017), deutsche Leichtathletin und Chemikerin
- Winkels, Hubert (* 1955), deutscher Journalist, Schriftsteller und Literaturkritiker
- Winkels, Richard (1920–2009), deutscher Politiker (SPD), MdL
- Winkels, Sebastian (* 1968), deutscher Filmregisseur
- Winkelsdorf, Lars (* 1977), deutscher Journalist, Autor und Sachverständiger für Waffen und Munition
- Winkelsett, Ursula (* 1962), deutsche Politikerin (REP)
- Winkelsheim, David von († 1526), letzter Abt des Klosters St. Georgen in Stein am Rhein
- Winkelstern, Marianne (1910–1966), deutsche Schauspielerin
- Winkelstoffel († 1627), Harzschütz und Bauernführer
- Winkelsträter, Liesel (1921–2010), deutsche Politikerin (SPD), MdL
- Winkelsträter, Otto (1901–1955), deutscher Maler
- Winkelvoß, Gertraud (1917–1982), deutsche Politikerin (DRP, NPD), MdL
- Winkelvoss, Rainer (* 1959), deutscher Schauspieler
- Winkens, Elke (* 1970), deutsche SchauspielerinElke Winkens (* 1970)

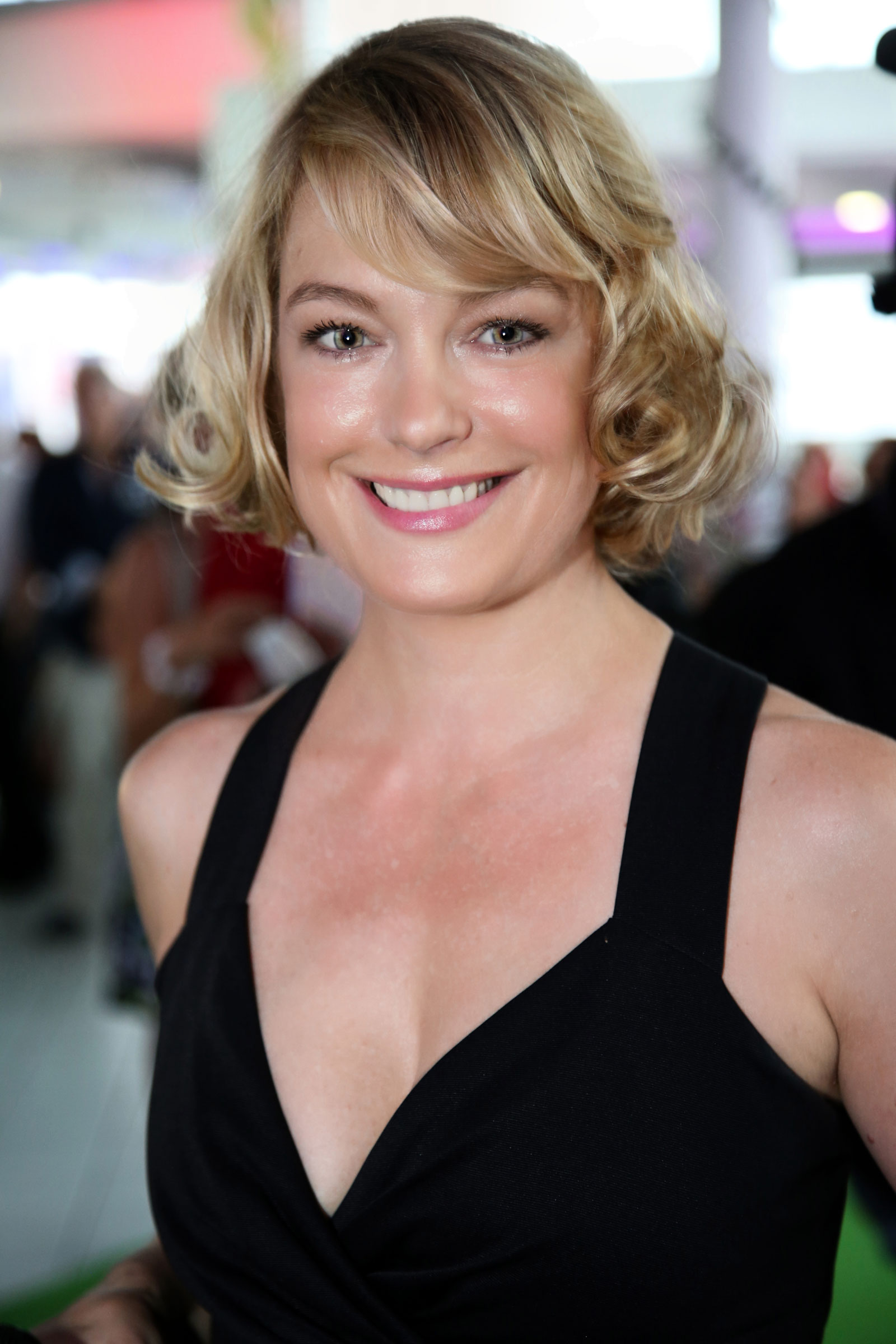
Elke Winkens (* 1970)

- Winkens, Manfred, deutscher Off-Sprecher, TV-Produzent und Regisseur
- Winkens, Theodor (1897–1967), deutscher Widerstandskämpfer im Nationalsozialismus
- Winkenstette, Sarah (* 1980), deutsche Filmregisseurin und Drehbuchautorin
- Winker, Friedrich (1883–1942), deutscher Politiker
- Winker, Gabriele (* 1956), deutsche Sozialwissenschaftlerin
- Winker, Peter (* 1965), deutscher Ökonometriker und Hochschullehrer
- Winkes, Anna Carla (* 1990), deutsches Model
- Winkes, Rolf (* 1941), deutsch-amerikanischer Klassischer Archäologe

### Winkh
- Winkhaus, Eberhard (1892–1953), westfälischer Publizist, Heimat- und Familienforscher
- Winkhaus, Fritz (1865–1932), deutscher Bergbauingenieur und -manager
- Winkhaus, Hans-Dietrich (* 1937), deutscher Manager
- Winkhaus, Hermann (1897–1968), deutscher Industrieller
- Winkhaus, Kurt (1898–1970), deutscher Offizier, zuletzt Generalrichter der Luftwaffe im Zweiten Weltkrieg
- Winkhaus, Paul (1862–1933), deutscher Arzt und Politiker, Landtagsabgeordneter im Freistaat Waldeck
- Winkhaus, Sarah Valentina (* 1979), deutsche FernsehmoderatorinSarah Valentina Winkhaus (* 1979)

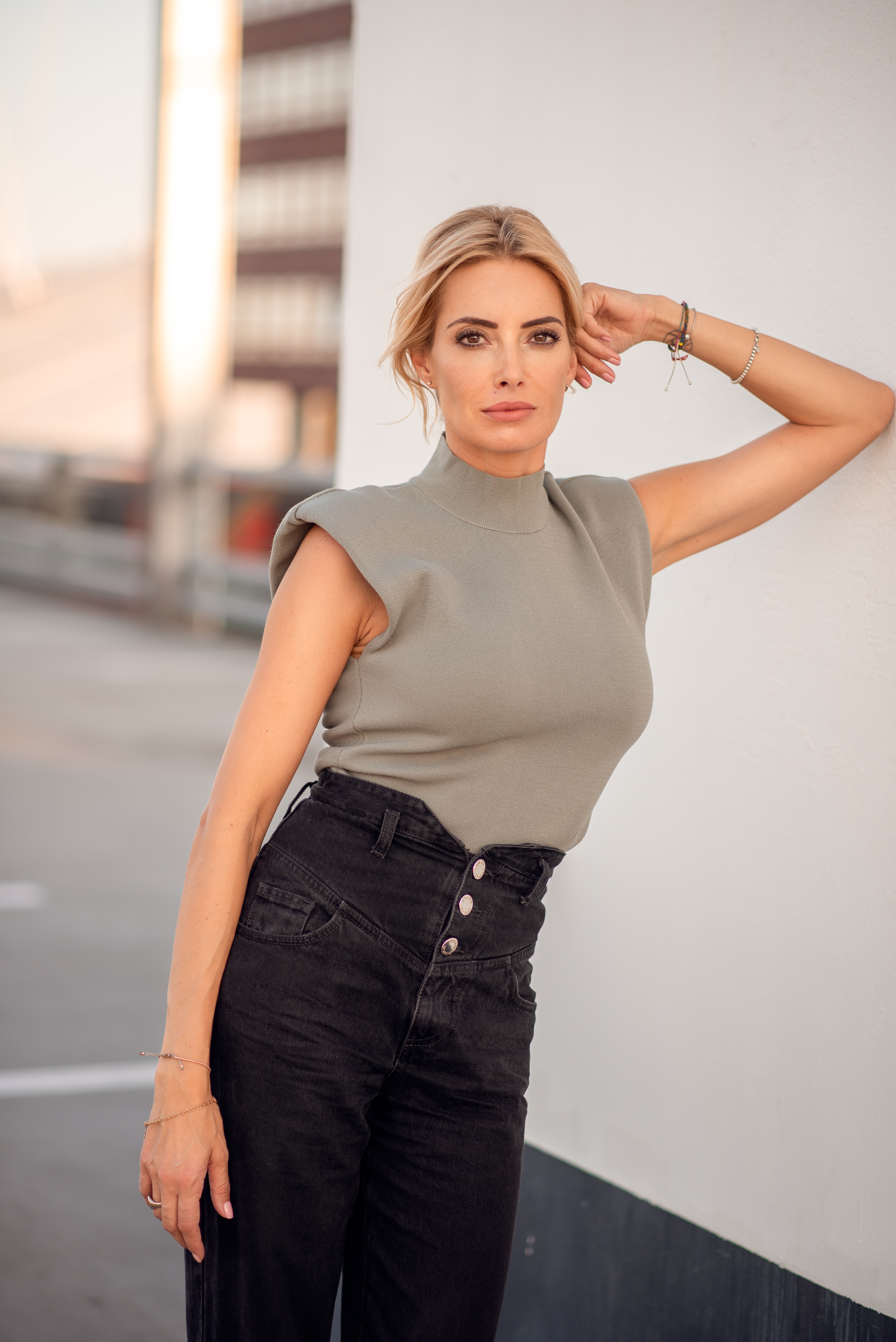
Sarah Valentina Winkhaus (* 1979)

- Winkhler, Karl Angelus (1787–1845), österreichisch-ungarischer Komponist und Klavierpädagoge
- Winkhold, André (* 1962), deutscher Fußballspieler

### Winki
- Winking, Bernhard (* 1934), deutscher Architekt, Stadtplaner und emeritierter Hochschullehrer
- Winking-Nikolay, Adelheid (* 1944), deutsche Politikerin (SPD, Bündnis 90/Die Grünen), MdL

### Winkl

#### Winkla
- Winklaar, Roelly (* 1977), curaçao-niederländischer Bodybuilder

#### Winklb
- Winklbauer, Gerda (* 1955), österreichische Judoka
- Winklbauer, Hannes (* 1949), österreichischer Fußballspieler, Fußballtrainer und Sportjournalist
- Winklbauer, Martin (* 1957), deutscher Autor und Regisseur
- Winklbauer, Renate (* 1948), österreichische Politikerin (SPÖ) und Bezirksvorsteherin, Abgeordnete zum Wiener Landtag und Gemeinderat

#### Winkle
- Winkle, Baddie (* 1928), US-amerikanische Internetpersönlichkeit und Model
- Winkle, Stefan (1911–2006), deutscher Mediziner und Mikrobiologe

##### Winklem
- Winkleman, Claudia (* 1972), britische Fernseh- und Hörfunkmoderatorin
- Winkleman, Sophie (* 1980), britische SchauspielerinSophie Winkleman (* 1980)

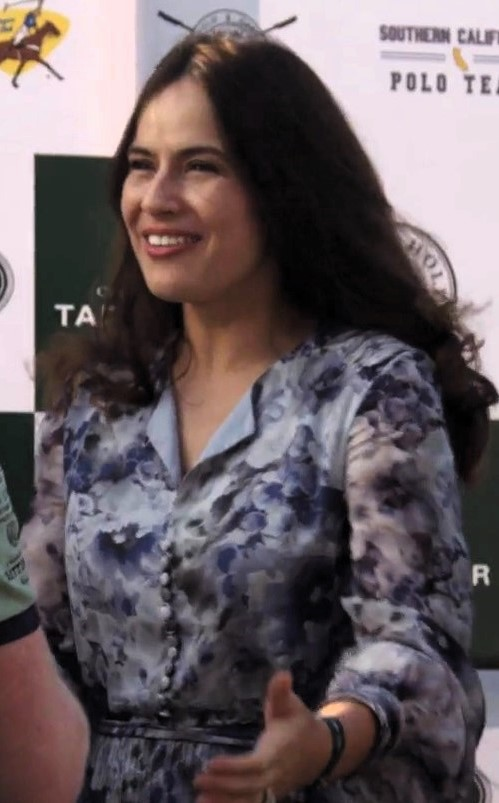
Sophie Winkleman (* 1980)

##### Winkler

###### Winkler P
- Winkler Prins, Anthony (1817–1908), Gründer der niederländischen Enzyklopädie „Winkler Prins“

###### Winkler V
- Winkler von Mohrenfels, Peter (1943–2024), deutscher Jurist und ehemaliger Hochschullehrer an der Universität Rostock

###### Winkler, A
- Winkler, Achim (* 1961), deutscher Biologe und ehemaliger Direktor des Zoo Duisburg
- Winkler, Adalbert (1857–1938), österreichisch-ungarischer Mönchspriester, Verwalter und Konservator
- Winkler, Adolf (1938–2014), österreichischer Komponist und Dirigent
- Winkler, Adolf (* 1939), togoischer Jazzmusiker (Posaune, Komposition, Perkussion)
- Winkler, Agathe (1925–2013), deutsche Schauspielerin und Malerin
- Winkler, Albert (1854–1901), deutscher Architekt
- Winkler, Albert (* 1949), US-amerikanischer Historiker, Dozent und Archivar
- Winkler, Albert (* 1955), österreichischer bildender Künstler
- Winkler, Alberto (1932–1981), italienischer Ruderer
- Winkler, Alexander (* 1992), deutscher Fußballspieler
- Winkler, Alexander Adolfowitsch (1865–1935), russischer Komponist, Pianist und Musikpädagoge
- Winkler, Alfred (1872–1945), deutscher Unternehmer
- Winkler, Alfred (* 1926), deutscher Polizeioffizier
- Winkler, Alfred (* 1946), deutscher Politiker (SPD), MdL
- Winkler, Alois (1838–1925), österreichischer Politiker, Landeshauptmann von Salzburg
- Winkler, Alois (1848–1931), österreichischer Bildhauer
- Winkler, Andrea (* 1972), österreichische Autorin
- Winkler, Andrea (* 1975), Schweizer Künstlerin
- Winkler, Andreas (1498–1575), deutscher Pädagoge und Buchdrucker
- Winkler, Andreas (1825–1916), österreichischer Jurist und Politiker
- Winkler, Andreas (1955–2023), deutscher Architekt, Designer, Fotograf
- Winkler, Andreas (* 1963), deutscher Rennfahrer
- Winkler, Andreas (* 1969), deutscher Fußballspieler
- Winkler, Andreas (* 1971), österreichischer Opernsänger (Tenor)
- Winkler, Angela (* 1944), deutsche SchauspielerinAngela Winkler (* 1944)

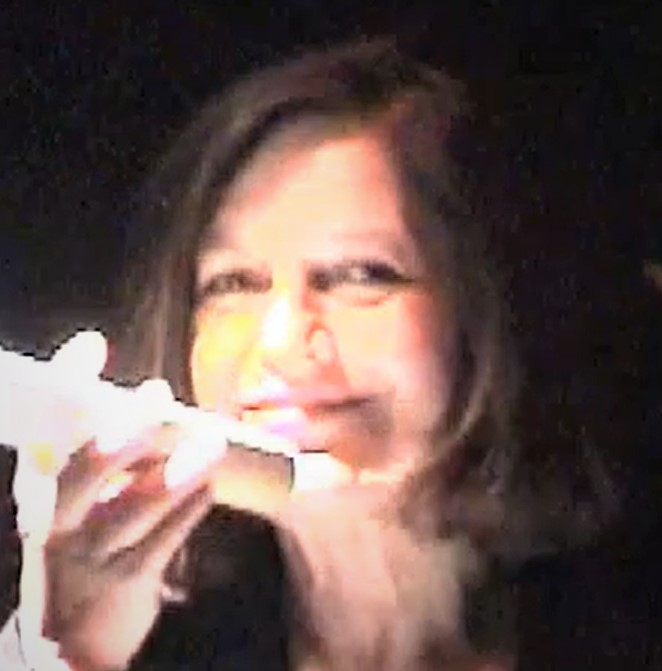
Angela Winkler (* 1944)

- Winkler, Anne (* 1994), deutsche Skilangläuferin
- Winkler, Anne-Gret (1944–2018), deutsche Künstlerin und Galeristin
- Winkler, Anthony C. (1942–2015), jamaikanischer Schriftsteller
- Winkler, Anton (1954–2016), deutscher Rennrodler
- Winkler, Arnold (1882–1969), österreichischer Historiker
- Winkler, Arthur (1865–1944), deutscher Seidenkaufmann und Bronzebildner
- Winkler, August Christian (1900–1961), deutscher Politiker (Zentrum, CSU), MdR, MdL
- Winkler, August Fürchtegott (1770–1807), deutscher Metallurg

###### Winkler, B
- Winkler, Beate (* 1949), deutsche Menschenrechtsaktivistin und Kunstmalerin
- Winkler, Benedikt (1579–1648), deutscher Jurist
- Winkler, Bernd (* 1979), österreichischer Fußballspieler
- Winkler, Bernhard (1929–2024), deutschitalienischer Architekt, Designer, Stadtplaner und Hochschullehrer
- Winkler, Bernhard (* 1956), deutscher Fotograf und Kameramann
- Winkler, Bernhard (* 1962), schwedischer Filmeditor
- Winkler, Bernhard (* 1966), deutscher Fußballspieler und -trainerBernhard Winkler (* 1966)

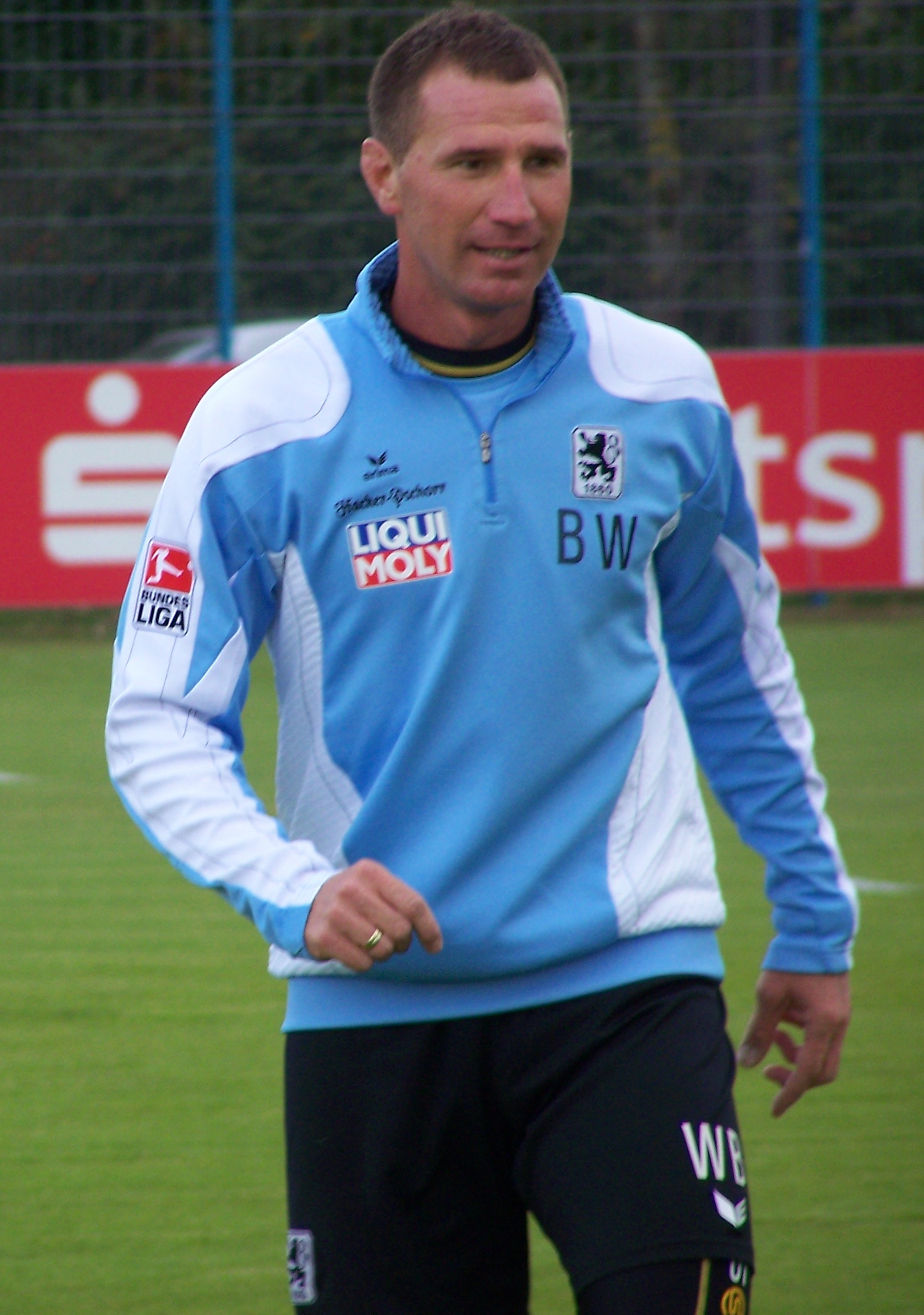
Bernhard Winkler (* 1966)

- Winkler, Bettina (* 1944), deutsche Malerin und Grafikerin

###### Winkler, C
- Winkler, Carl (1877–1954), deutsch-schweizerischer Unternehmer und Maschinenkonstrukteur
- Winkler, Charles (1834–1908), deutsch-französischer Architekt
- Winkler, Christian (1904–1988), deutscher Germanist und Sprecherzieher, Mitbegründer der Sprechwissenschaft
- Winkler, Christian (* 1981), österreichischer Autor
- Winkler, Christoph (* 1967), deutscher Choreograf
- Winkler, Claus (1912–1971), deutscher Politiker und Verwaltungsbeamter
- Winkler, Claus (* 1929), deutscher Architekt
- Winkler, Clemens (1838–1904), deutscher Chemiker, Entdecker des GermaniumsClemens Winkler (1838–1904)

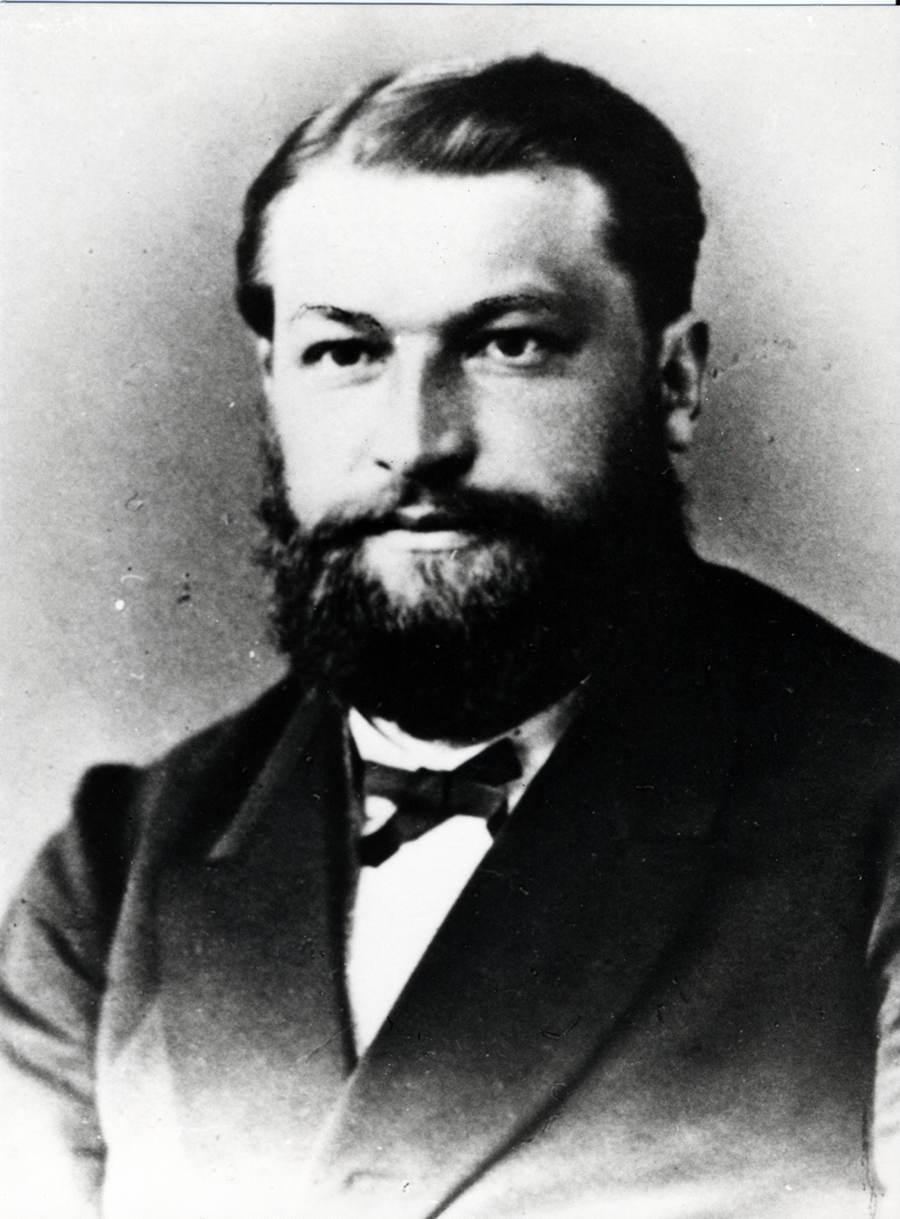
Clemens Winkler (1838–1904)

- Winkler, Constantin Georg Alexander (1848–1900), russischer Botaniker
- Winkler, Cuno (1919–2003), deutscher Nuklearmediziner
- Winkler, Curt (1903–1974), deutscher Maler und Grafiker

###### Winkler, D
- Winkler, Daniel (* 1973), deutsch-österreichischer Literatur-, Filmwissenschaftler und Romanist
- Winkler, Daniel (* 1981), italienischer Radiomoderator, Kolumnist und Buchautor (Südtirol)
- Winkler, Daniel (* 1986), Schweizer Sportkletterer
- Winkler, Daniela (* 1980), österreichische Politikerin (SPÖ), Landesrätin im Burgenland
- Winkler, Danny (* 1973), deutscher Fußballspieler
- Winkler, Dario (* 1997), österreichischer Eishockeyspieler
- Winkler, David (* 1989), deutscher Skispringer und Nordischer Kombinierer
- Winkler, David W. (* 1955), US-amerikanischer Ornithologe
- Winkler, Debby (1959–2011), US-amerikanische Springreiterin
- Winkler, Dieter (* 1956), deutscher Schriftsteller, Redakteur und Medienagent
- Winkler, Dietmar W. (* 1963), österreichischer Kirchenhistoriker

###### Winkler, E
- Winkler, Eberhard (* 1933), deutscher Pfarrer und emeritierter Professor für Praktische Theologie
- Winkler, Eberhard (1939–2020), deutscher Fußballspieler
- Winkler, Eberhard (* 1955), deutscher Finnougrist
- Winkler, Eduard (1799–1862), deutscher Botaniker
- Winkler, Eduard (1884–1978), deutscher Maler, Zeichner und Grafiker
- Winkler, Eike-Meinrad (1948–1994), österreichischer Anthropologe
- Winkler, Elli, deutsche Rennrodlerin
- Winkler, Emil (1835–1888), deutscher Bauingenieur und Hochschullehrer
- Winkler, Emil (1891–1942), österreichischer Romanist
- Winkler, Erhart (1921–2005), österreichischer Wirtschaftswissenschaftler und Geograph
- Winkler, Erich (* 1968), deutscher Behindertenradsportler
- Winkler, Ernst (1897–1965), österreichischer Fußballspieler
- Winkler, Ernst (1899–1976), österreichischer Journalist und Politiker (SPÖ), Abgeordneter zum Nationalrat
- Winkler, Ernst (1907–1987), Schweizer Geograph
- Winkler, Ernst (* 1955), österreichischer Skirennläufer
- Winkler, Eugen Gottlob (1912–1936), deutscher Autor

###### Winkler, F
- Winkler, Federico (1942–2013), Schweizer Künstler
- Winkler, Frank (* 1962), deutscher Volleyballspieler
- Winkler, Frank (* 1971), deutscher NeurowissenschaftlerFrank Winkler (* 1971)

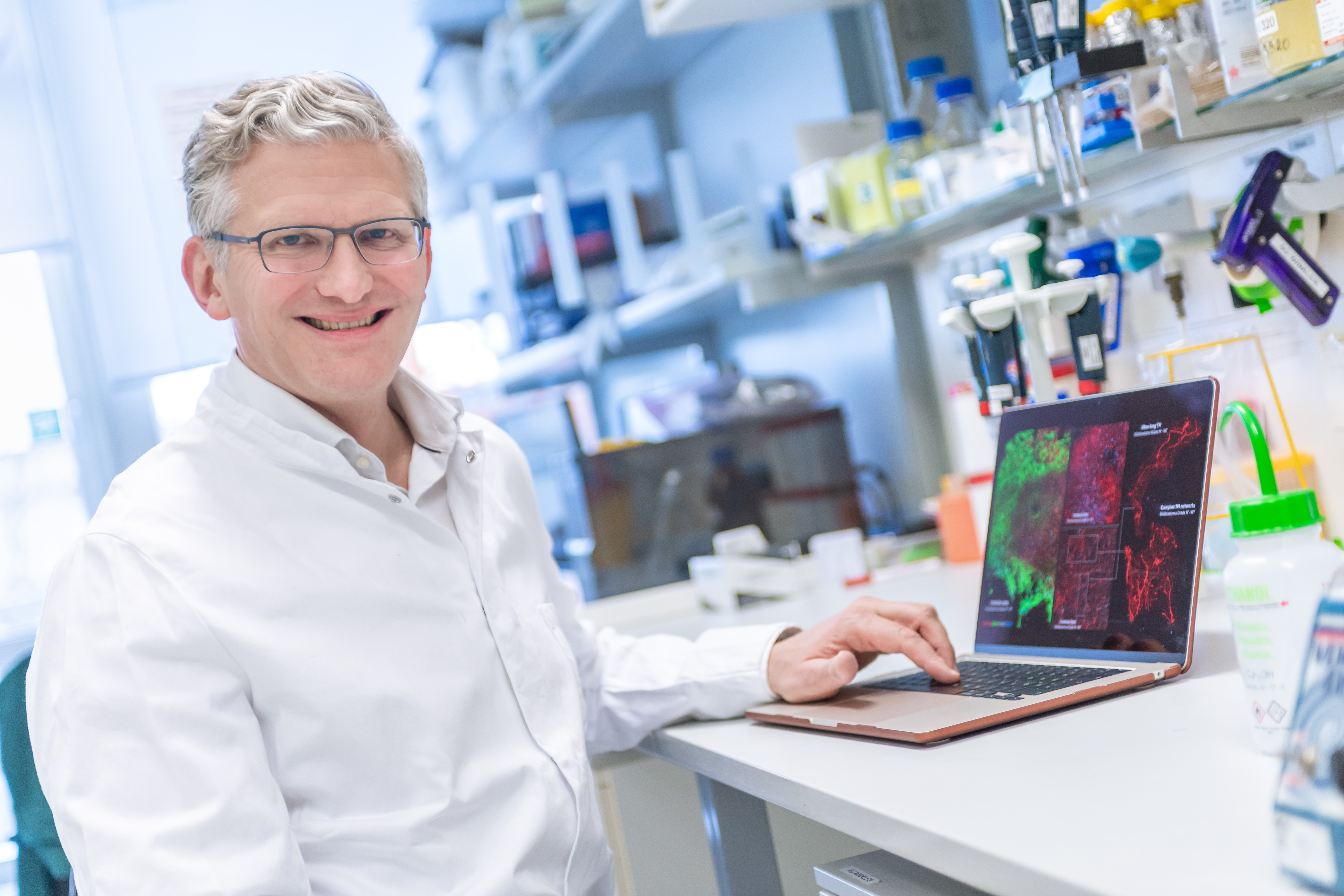
Frank Winkler (* 1971)

- Winkler, František (1884–1956), österreich-ungarisch-sowjetischer Bildhauer
- Winkler, Franz (1890–1945), österreichischer Politiker (Landbund), Abgeordneter zum Nationalrat
- Winkler, Franz (1906–1962), österreichischer Komponist
- Winkler, Franz (* 1955), österreichischer Mathematiker und Hochschullehrer
- Winkler, Friedrich (1888–1965), deutscher Kunsthistoriker und Museumsdirektor
- Winkler, Friedrich Eduard Otto (1815–1872), deutscher Rittergutsbesitzer und Politiker, MdL
- Winkler, Friedrich-Karl (1925–1994), deutscher Jurist, Hochschullehrer und Rechtsanwalt
- Winkler, Fritz (1888–1950), deutscher Chemiker
- Winkler, Fritz (1894–1964), deutscher Maler

###### Winkler, G
- Winkler, Gabriele (* 1940), deutsche Liturgiewissenschaftlerin
- Winkler, Gabriele (* 1944), deutsche Richterin am Bundespatentgericht
- Winkler, Georg (1869–1888), deutscher Bergsteiger, AbiturientGeorg Winkler (1869–1888)

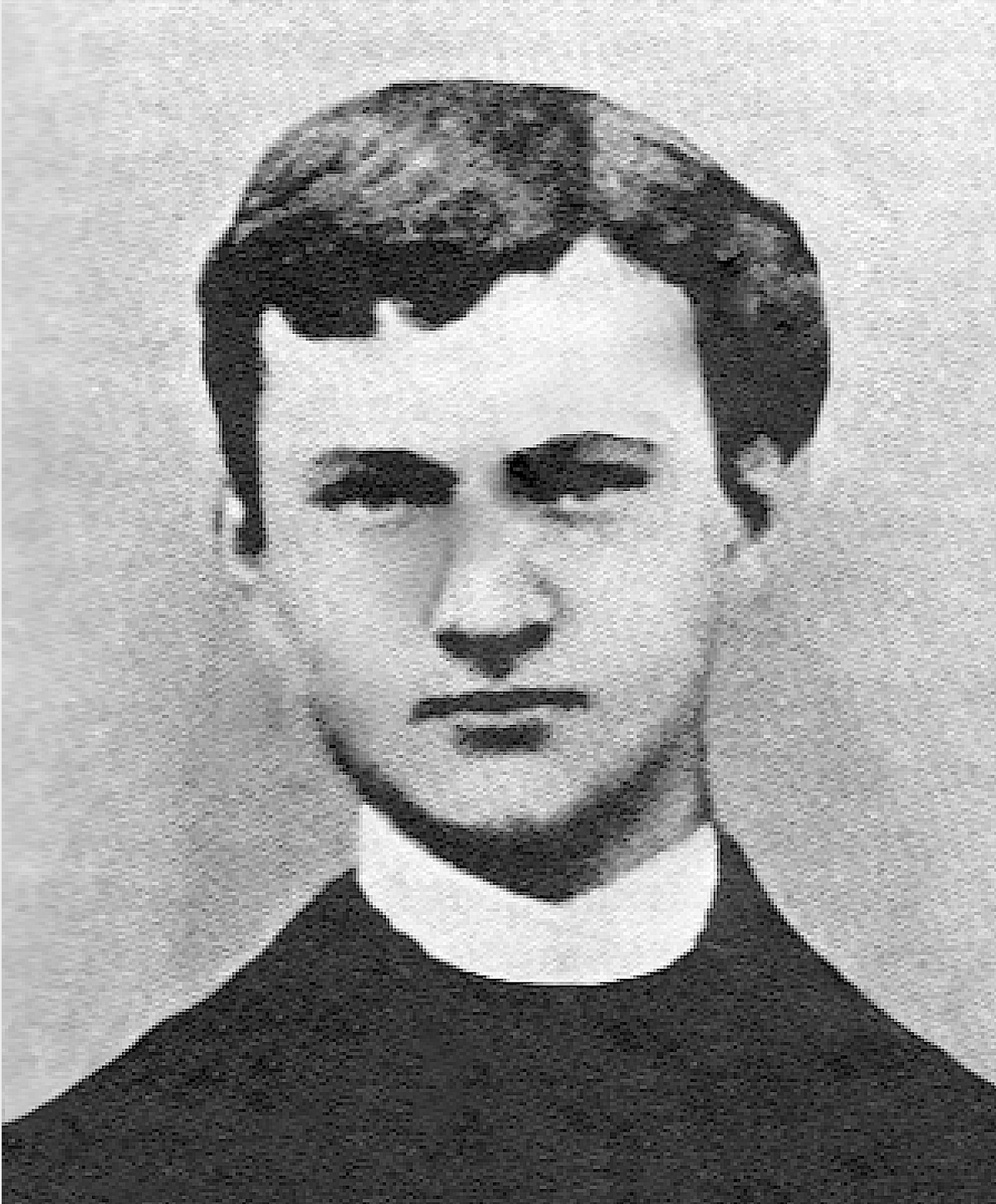
Georg Winkler (1869–1888)

- Winkler, Georg (1879–1952), deutscher Maler und Grafiker
- Winkler, Georg Hellmuth (1899–1983), deutscher Architekt
- Winkler, Gerda, deutsche Diplomatin
- Winkler, Gerhard (1898–1975), deutscher Architekt
- Winkler, Gerhard (1906–1977), deutscher Komponist von Unterhaltungsmusik
- Winkler, Gerhard (1924–2021), deutscher Wirtschaftswissenschaftler und Agrarökonom
- Winkler, Gerhard (1935–2012), österreichischer Gymnasialdirektor, Althistoriker, Altphilologe und Epigraphiker
- Winkler, Gerhard (* 1939), österreichischer Maler
- Winkler, Gerhard (* 1951), deutscher Biathlet
- Winkler, Gerhard Bernhard (1931–2021), österreichischer Mönchspriester, Kirchenhistoriker und Universitätsprofessor
- Winkler, Gerhard E. (* 1959), österreichischer Komponist
- Winkler, Gerhard J. (1956–2012), österreichischer Musikwissenschaftler
- Winkler, Geri (* 1956), österreichischer Bergsteiger
- Winkler, Gert (1942–2016), österreichischer Filmproduzent und -regisseur
- Winkler, Gottfried (* 1956), österreichischer Gewerkschaftsfunktionär (FSG)
- Winkler, Gunnar (1931–2019), deutscher Sozialwissenschaftler
- Winkler, Gunnar (* 1974), deutscher American-Football-Spieler
- Winkler, Günther (1929–2024), österreichischer Jurist, Hochschullehrer und RichterGünther Winkler (1929–2024)

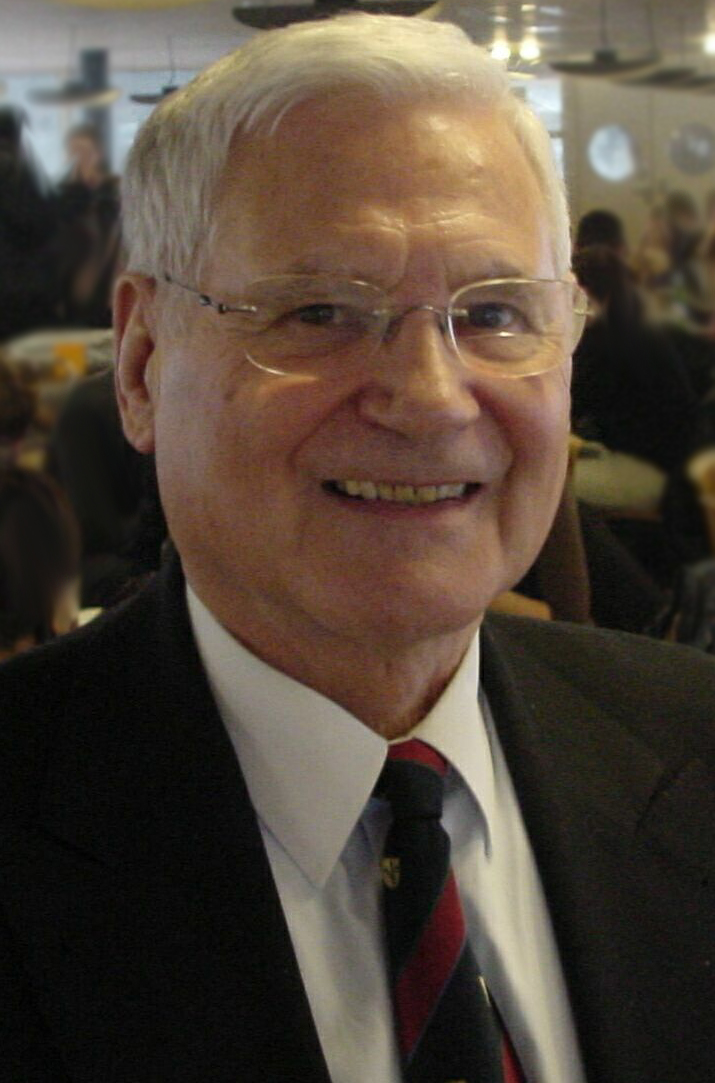
Günther Winkler (1929–2024)

- Winkler, Gustav (1867–1954), deutscher Textilfabrikant und Mäzen vor allem der Kaiser-Wilhelm-Gesellschaft
- Winkler, Gustav Georg (1820–1896), deutscher Geologe

###### Winkler, H
- Winkler, Hal (1892–1956), kanadischer Eishockeytorwart
- Winkler, Hans (1877–1945), deutscher Botaniker
- Winkler, Hans (1898–1936), deutscher Motorradrennfahrer
- Winkler, Hans (1906–1987), deutscher Widerstandskämpfer gegen den Nationalsozialismus
- Winkler, Hans (1919–2000), deutscher Maler
- Winkler, Hans (* 1942), österreichischer Journalist
- Winkler, Hans (* 1945), österreichischer Staatssekretär
- Winkler, Hans (* 1945), österreichischer Ornithologe und Verhaltensforscher
- Winkler, Hans (* 1955), deutscher Künstler
- Winkler, Hans Alexander (1900–1945), deutscher Orientalist, Religionswissenschaftler und Ethnologe
- Winkler, Hans Günter (1926–2018), deutscher SpringreiterHans Günter Winkler (1926–2018)

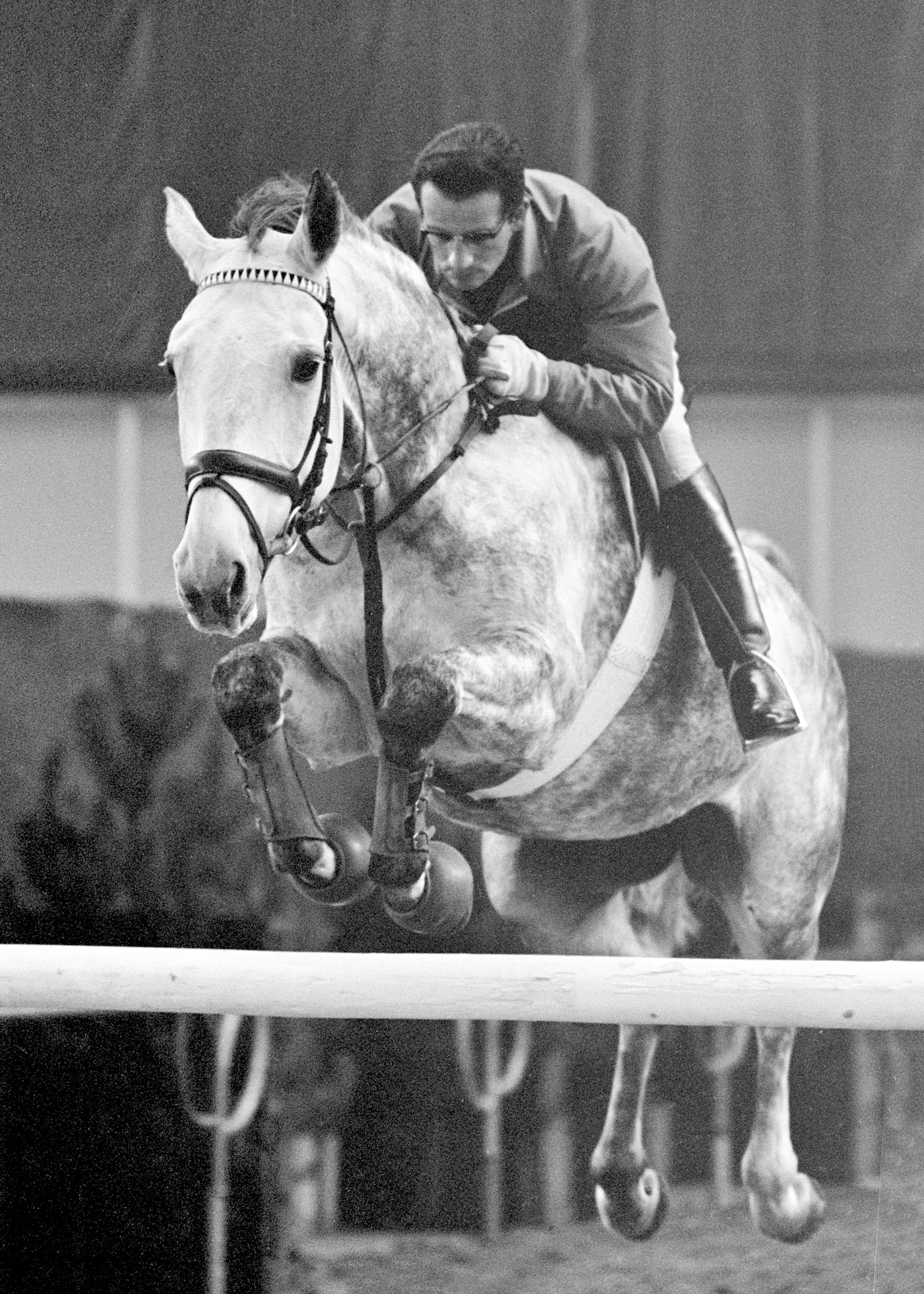
Hans Günter Winkler (1926–2018)

- Winkler, Hans-Heinrich (* 1954), deutscher Rennrodler
- Winkler, Hans-Joachim (1928–1995), deutscher Gewerkschafter (FDGB) und Politiker (SED), Vorsitzender der IG Chemie und des FDGB-BV Halle, MdV
- Winkler, Harald (* 1962), österreichischer Bobfahrer
- Winkler, Hartmut (* 1953), deutscher Medienwissenschaftler und Hochschullehrer
- Winkler, Heino (1912–1964), deutscher Schauspieler
- Winkler, Heinrich (1929–2019), deutscher Offizier, Generalmajor der NVA
- Winkler, Heinrich August (* 1938), deutscher Historiker
- Winkler, Heinz (1910–1958), deutscher Politiker (DDR-CDU), Minister für Aufbau in der DDR
- Winkler, Heinz (1949–2022), italienisch-deutscher Koch, Unternehmer und kulinarischer Autor
- Winkler, Helmut (1900–1983), deutscher Unternehmer
- Winkler, Helmut G. F. (1915–1980), deutscher Mineraloge und Hochschullehrer
- Winkler, Henry (* 1945), US-amerikanischer Schauspieler, Regisseur und FilmproduzentHenry Winkler (* 1945)

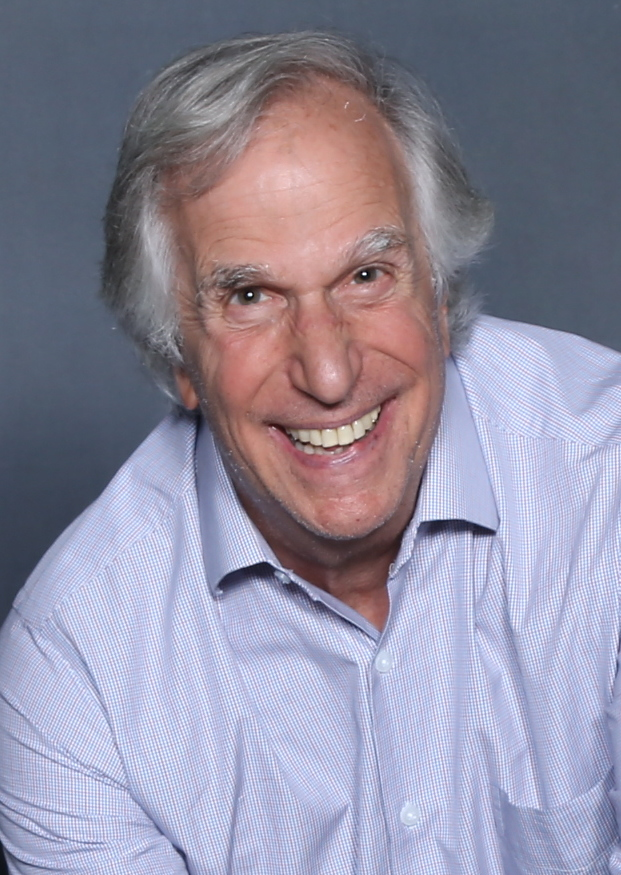
Henry Winkler (* 1945)

- Winkler, Herbert (1896–1946), deutscher Psychologe
- Winkler, Hermann (1924–2009), deutscher Opernsänger (Tenor)
- Winkler, Hermann (* 1963), deutscher Politiker (CDU), MdL, MdEP
- Winkler, Hermann Erich (1738–1793), deutscher evangelischer Geistlicher
- Winkler, Herta (1917–2003), österreichische Politikerin (SPÖ), Abgeordnete zum Nationalrat
- Winkler, Horst (1922–1991), deutscher NDPD-Funktionär

###### Winkler, I
- Winkler, Immanuel (1886–1932), deutscher Geistlicher, lutherischer Pastor und Autor
- Winkler, Ingrid (* 1958), österreichische Politikerin (SPÖ), Mitglied des Bundesrates
- Winkler, Iris (* 1968), deutsche Fachdidaktikerin
- Winkler, Irwin (* 1931), US-amerikanischer Filmproduzent und Regisseur
- Winkler, Iuliu (* 1964), rumänischer Politiker, MdEP

###### Winkler, J
- Winkler, Jakob (1864–1944), Schweizer Pfarrer und Politiker
- Winkler, Jenny (* 1979), deutsche Schauspielerin
- Winkler, Joey Grit (* 1975), deutsche Moderatorin und Journalistin
- Winkler, Johan (1898–1986), niederländischer Journalist, Chefredakteur, Autor und Übersetzer
- Winkler, Johann (1805–1863), Schweizer Jurist und Politiker
- Winkler, Johann (1817–1887), deutscher Seifensieder und Politiker
- Winkler, Johann Evangelist (1885–1945), deutscher römisch-katholischer Geistlicher und Märtyrer
- Winkler, Johann Jakob (1831–1893), Schweizer Rechenkünstler
- Winkler, Johannes (1874–1958), deutscher Tropenmediziner in Indonesien
- Winkler, Johannes (1897–1947), deutscher Raumfahrtpionier
- Winkler, Johannes (1950–1989), deutscher Dirigent
- Winkler, Johannes (* 1984), deutscher Komponist für Neue Musik, Medienkünstler, Konzeptentwickler und Influencer
- Winkler, Johannes (* 1986), deutscher Film Komponist, Arrangeur und Musikproduzent
- Winkler, John J. (1943–1990), US-amerikanischer Altphilologe und Benediktinermönch
- Winkler, Jörg (* 1953), deutscher Radsporttrainer
- Winkler, Josef (1826–1903), österreichischer evangelisch-lutherischer Geistlicher
- Winkler, Josef (* 1950), österreichischer Förster und Politiker (ÖVP), Abgeordneter zum Nationalrat
- Winkler, Josef (* 1953), österreichischer SchriftstellerJosef Winkler (* 1953)

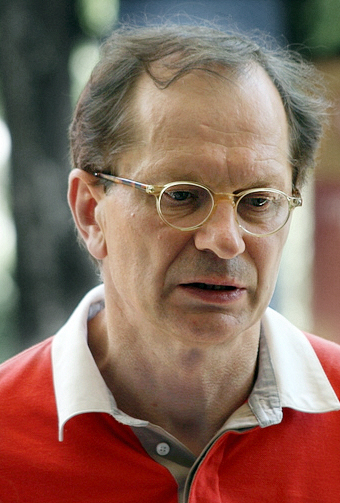
Josef Winkler (* 1953)

- Winkler, Josef (* 1972), deutscher Musikjournalist
- Winkler, Josef (* 1974), deutscher Politiker (Bündnis 90/Die Grünen), MdB
- Winkler, Joseph (1665–1748), österreichischer Steinmetzmeister des Barock, Richter in Kaisersteinbruch
- Winkler, Joseph (1809–1886), Schweizer römisch-katholischer Theologe und Kirchenrechtler
- Winkler, Jürgen (* 1940), deutscher Bergsteiger, Fotograf und Sachbuchautor
- Winkler, Jürgen (* 1958), deutscher Neurologe, Neurobiologe und Hochschullehrer
- Winkler, Jürgen (* 1959), deutscher Leichtathlet
- Winkler, Juri (* 2003), deutscher Schauspieler und Synchronsprecher

###### Winkler, K
- Winkler, Kaii (* 2006), deutsch-US-amerikanischer Schwimmer
- Winkler, Karl (1852–1926), österreichischer Richter und Politiker
- Winkler, Karl (1884–1965), deutscher Polizeibeamter
- Winkler, Karl (1891–1961), deutscher Heimatforscher, Literarhistoriker und Lehrer
- Winkler, Karl (1899–1960), deutscher Fußballspieler und -trainer
- Winkler, Karl (1909–1982), deutscher Politiker (FDP), MdL Bayern
- Winkler, Karl (1939–2022), österreichischer Pädagoge, Sonderschuldirektor und Gründer der Lebenshilfe Tirol
- Winkler, Karl Alexander von (1860–1911), deutschbaltischer Landschaftsmaler und Aquarellist
- Winkler, Karl-Heinz (* 1948), deutscher Politiker (PRO), MdHB
- Winkler, Karl-Ulrich (1960–1994), ostdeutscher Liedermacher, Autor und Museumsgründer
- Winkler, Kaspar (1872–1951), österreichisch-schweizerischer Unternehmer, Techniker und Erfinder
- Winkler, Kaspar (* 1971), Schweizer Filmproduzent
- Winkler, Katharina (* 1979), österreichische AutorinKatharina Winkler (* 1979)

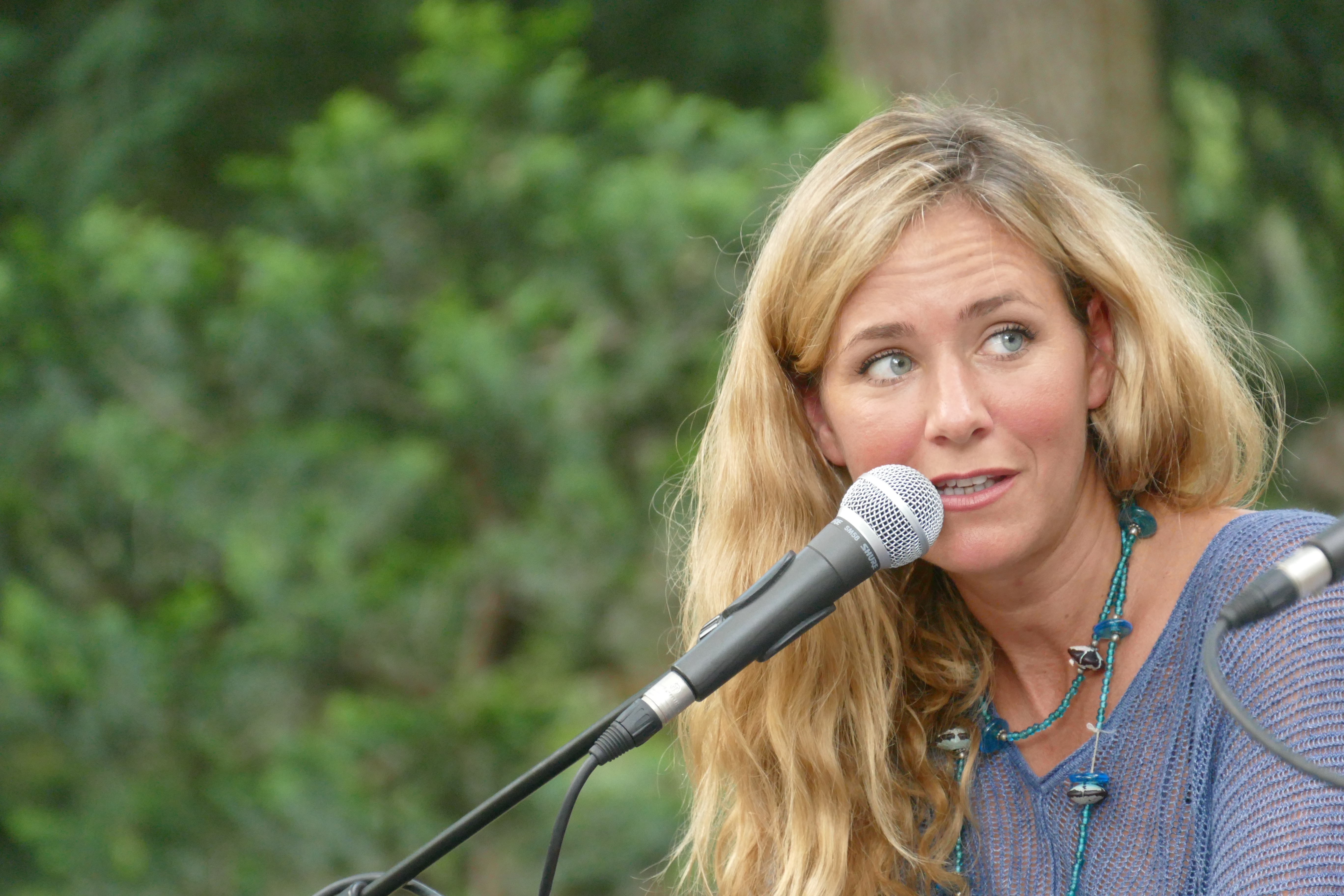
Katharina Winkler (* 1979)

- Winkler, Kati (* 1974), deutsche Eiskunstläuferin
- Winkler, Katja (* 1975), deutsche Theologin und Sozialethikerin
- Winkler, Katja (* 1991), österreichische Journalistin
- Winkler, Katrin (* 1975), deutsche Pädagogin
- Winkler, Kay (1956–2023), deutscher Bildhauer und Installationskünstler
- Winkler, Klaus (1934–2000), deutscher Theologe und Praktischer Theologe
- Winkler, Klaus (1949–1985), deutscher Fußballspieler
- Winkler, Konrad (* 1955), deutscher nordischer Kombinierer
- Winkler, Kurt (* 1956), deutscher Kunsthistoriker, Kurator und Museumsleiter
- Winkler, Kurt Alexander (1794–1862), deutscher Chemiker und Metallurge

###### Winkler, L
- Winkler, Lajos (1863–1939), ungarischer Chemiker und Pharmazeut
- Winkler, Lara Aylin (* 1999), deutsche Schauspielerin
- Winkler, Laura (* 1988), österreichische Jazzsängerin und Komponistin
- Winkler, Laura (* 1997), deutsche Handballspielerin
- Winkler, Ljiljana (* 1981), bosnische Opernsängerin (Sopran)
- Winkler, Ludwig (1873–1935), österreichischer Apotheker
- Winkler, Ludwig (* 1937), österreichischer Politiker (SPÖ), Landtagsabgeordneter

###### Winkler, M
- Winkler, Manfred (1922–2014), israelischer Schriftsteller
- Winkler, Manuel (* 1980), österreichischer Journalist, Moderator, Sprecher, Radio- und TV-Redakteur/-Gestalter sowie DJ und Eventmanager
- Winkler, Marcel (* 1970), südafrikanische Sprinterin
- Winkler, Margarete (1877–1959), deutsche Malerin
- Winkler, Maria, deutsche Handballspielerin
- Winkler, Markus (* 1955), deutscher Romanist, Germanist und Komparatist, Hochschullehrer in Genf
- Winkler, Markus (* 1981), deutscher Baseballspieler
- Winkler, Marten (* 2002), deutscher Fußballspieler
- Winkler, Martin (1885–1959), deutscher Politiker (CSU), MdL, Landrat
- Winkler, Martin (* 1963), österreichischer Unternehmer und Politiker (SPÖ)
- Winkler, Martin (* 1968), österreichischer Opernsänger (Bassbariton)
- Winkler, Martin (* 1980), deutscher Sportjournalist
- Winkler, Martin Eduard (1893–1982), deutscher Historiker, Russlandforscher
- Winkler, Martin M. (* 1952), deutschamerikanischer Klassischer Philologe, Klassischer Altertumswissenschaftler und Medienhistoriker
- Winkler, Martina (* 1970), deutsche Historikerin
- Winkler, Matthias (1682–1753), österreichischer kaiserlicher Hofsteinmetzmeister des Barock, Dombaumeister zu St. Stephan in Wien
- Winkler, Max (1875–1961), Bürgermeister von Graudenz, Reichstreuhänder und Reichsbeauftragter für die deutsche Filmkunst
- Winkler, Max (1876–1946), deutscher Politiker (SPD) und Gewerkschaftsfunktionär
- Winkler, Max (* 1983), amerikanischer Filmregisseur und DrehbuchautorMax Winkler (* 1983)

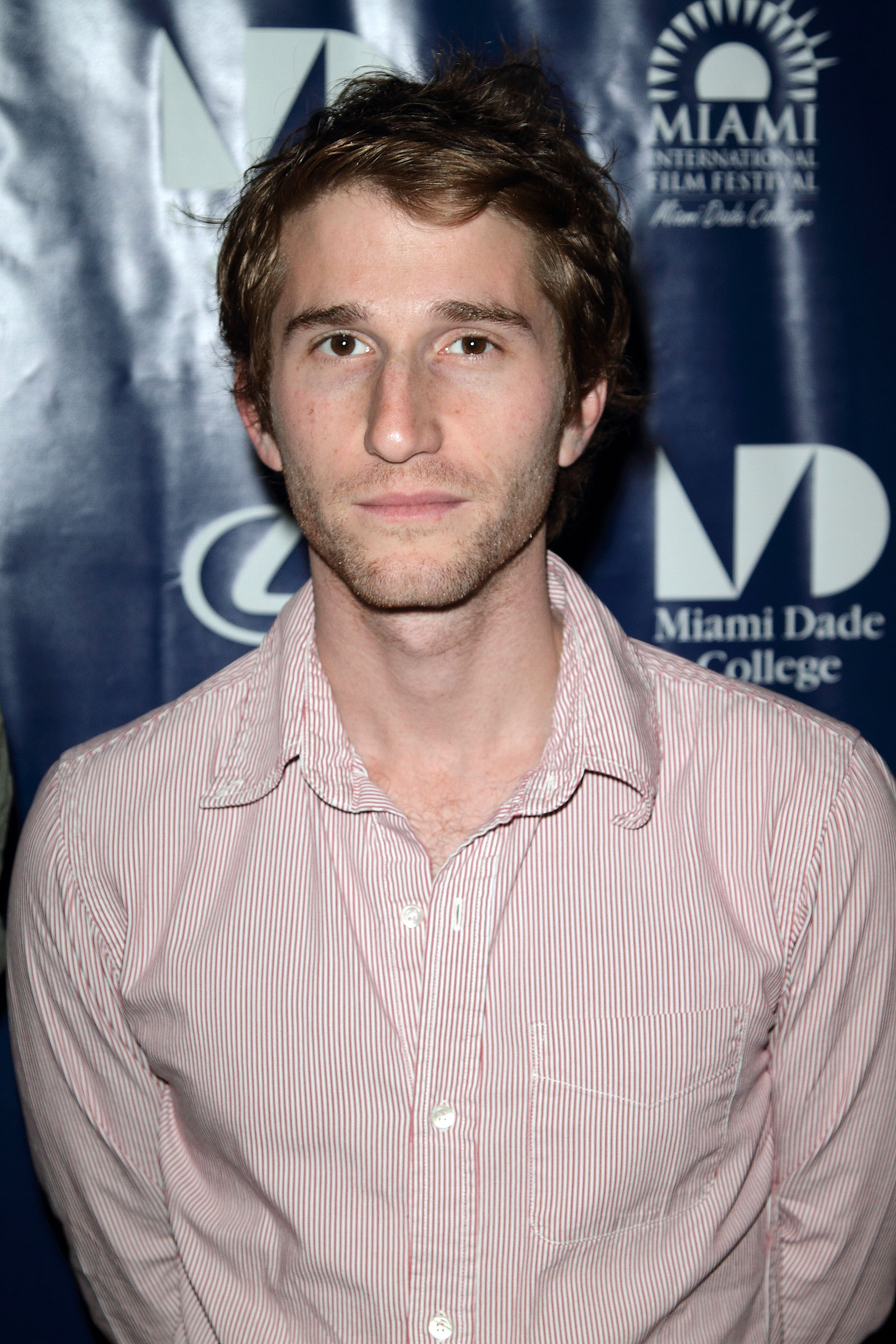
Max Winkler (* 1983)

- Winkler, Micha (1958–2022), deutscher freischaffender Fotograf
- Winkler, Michael (* 1953), deutscher Hochschullehrer, Professor für Pädagogik
- Winkler, Michael (* 1957), deutscher Schriftsteller, Kolumnist und Holocaustleugner
- Winkler, Michael (* 1983), liechtensteinischer Journalist und Politiker (VU)
- Winkler, Michael-Christfried (* 1946), deutscher Organist, Dirigent und Hochschullehrer
- Winkler, Monika (1933–2015), deutsche Goldschmiedin und Schmuckgestalterin
- Winkler, Monika (* 1962), deutsche Politikerin (AfD)

###### Winkler, N
- Winkler, Nele (* 1982), deutsche Schauspielerin

###### Winkler, O
- Winkler, Olof (1843–1895), deutscher Landschaftsmaler und Illustrator
- Winkler, Oskar (* 2000), dänischer Radsportler
- Winkler, Otto (1885–1960), deutscher Bildhauer

###### Winkler, P
- Winkler, Paul (1898–1982), ungarisch-französischer Autor, Journalist und Verleger jüdischer Herkunft
- Winkler, Paul (1913–1994), deutscher Fußballspieler
- Winkler, Peter (* 1947), deutscher Fußballtorwart
- Winkler, Philipp (1875–1962), Landtagsabgeordneter Großherzogtum Hessen
- Winkler, Philipp (* 1986), deutscher SchriftstellerPhilipp Winkler (* 1986)

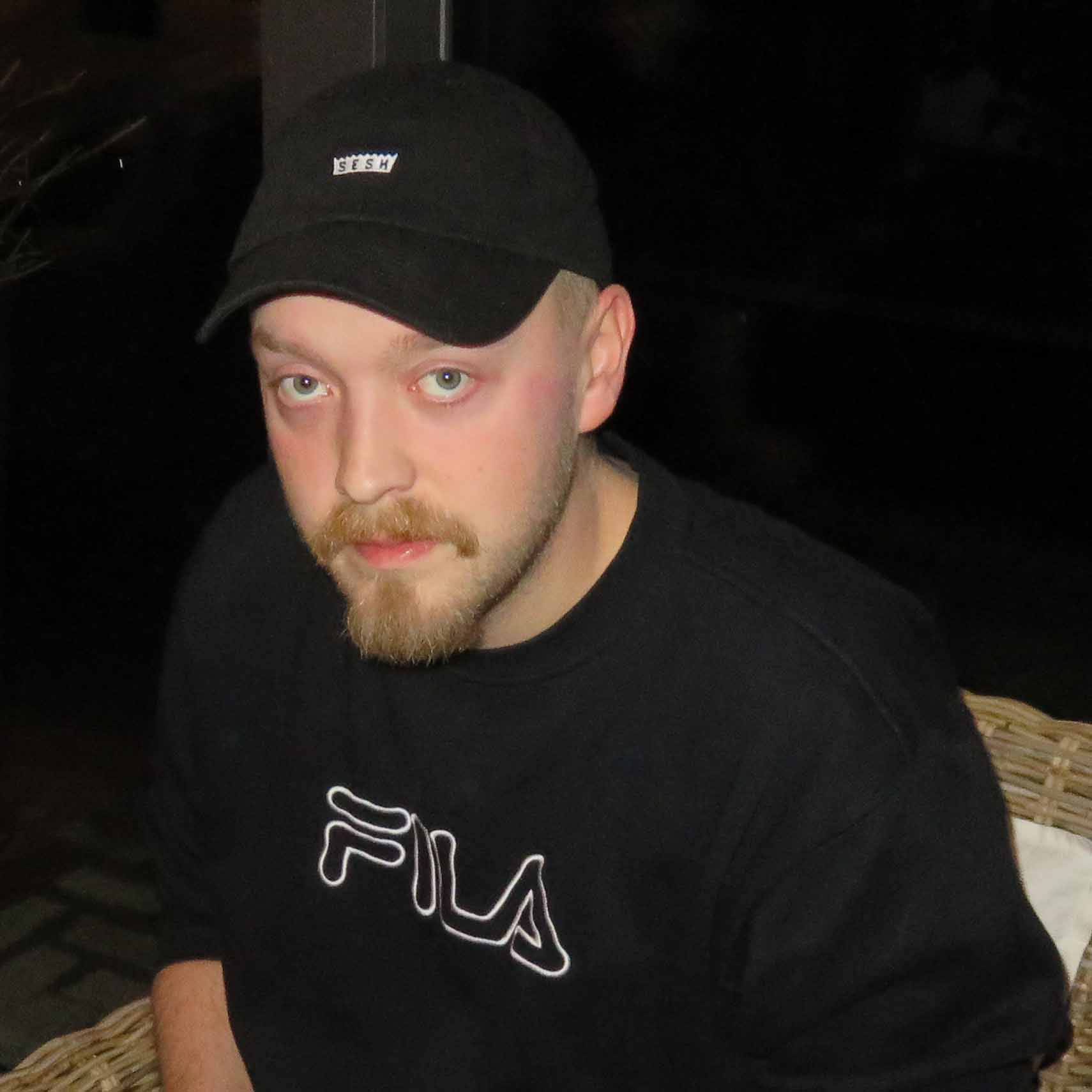
Philipp Winkler (* 1986)

###### Winkler, R
- Winkler, Raimund (1855–1941), deutscher Vizeadmiral der Kaiserlichen Marine
- Winkler, Ralf (1936–2009), deutscher Bühnen- und Kostümbildner
- Winkler, Reiner (* 1961), deutscher Manager und Vorstandsvorsitzender der MTU Aero Engines
- Winkler, Reinhard (* 1965), österreichischer Fotograf
- Winkler, Richard (1898–1972), deutscher Unternehmer
- Winkler, Robert (* 1991), österreichischer Freestyle-Skier
- Winkler, Rolf (1930–2001), deutscher Bildhauer und Grafiker
- Winkler, Rolf Dieter (* 1942), deutscher Kulturarbeiter, Regionalhistoriker, Autor und Herausgeber
- Winkler, Ron (* 1973), deutscher Schriftsteller, Dichter, Übersetzer, Herausgeber
- Winkler, Ronny (* 1971), deutscher Eiskunstläufer
- Winkler, Rosa (1907–1991), deutsche Politikerin (SED, DFD), MdL, Mitglied des Deutschen Volksrates
- Winkler, Rudolf (1855–1917), deutschbaltischer Geistlicher
- Winkler, Rudolf (1889–1970), deutscher Pianist
- Winkler, Rudolf (1920–1977), deutscher Politiker (CDU), MdL
- Winkler, Rudolf (* 1955), Schweizer Politiker (BDP)
- Winkler, Rudy (* 1994), US-amerikanischer Hammerwerfer
- Winkler, Ruthild (* 1941), österreichische Biochemikerin

###### Winkler, S
- Winkler, Scott (1990–2013), norwegischer Eishockeyspieler
- Winkler, Sebastian (* 1978), deutscher Schauspieler
- Winkler, Sebastian (* 1982), deutscher Schauspieler
- Winkler, Sebastian (* 1982), deutscher Synchronsprecher, Hörfunk- und FernsehmoderatorSebastian Winkler (* 1982)

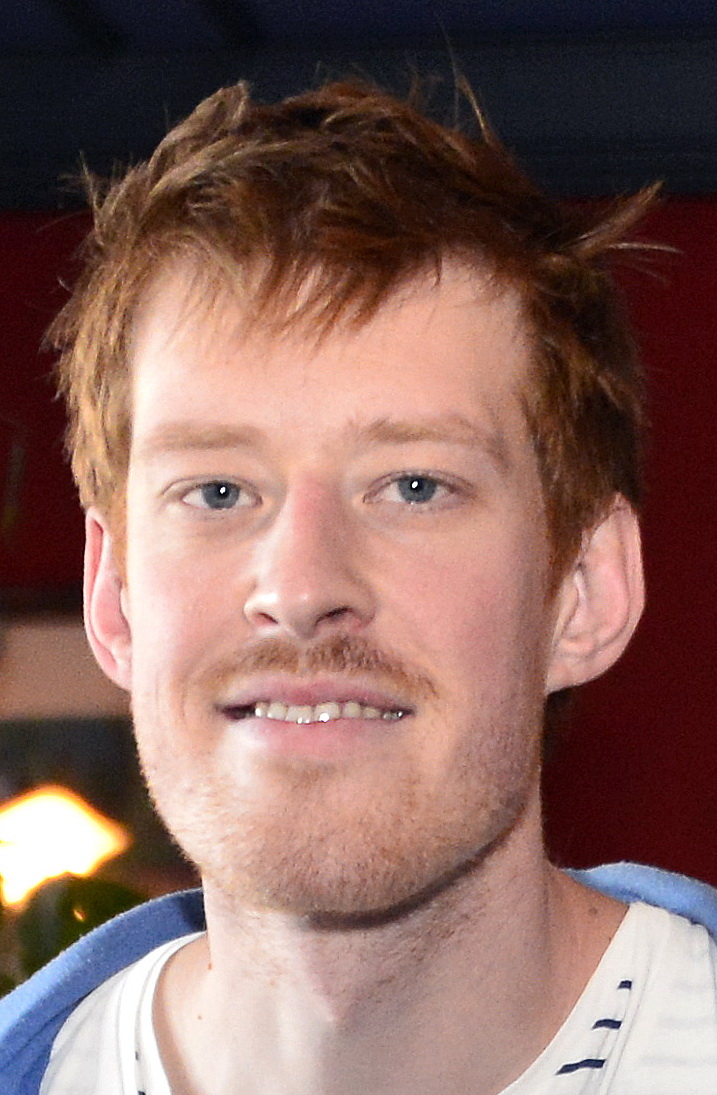
Sebastian Winkler (* 1982)

- Winkler, Sieglinde (* 1966), österreichische Skirennläuferin
- Winkler, Sophia (* 2003), deutsche Fußballspielerin
- Winkler, Stefan (* 1968), deutscher Maler
- Winkler, Steffen (1952–2023), deutscher Volkskundler und Museumsleiter
- Winkler, Stephan (* 1967), deutscher Komponist

###### Winkler, T
- Winkler, Theodor Ferdinand Alexander (1888–1961), deutscher Pädagoge und Historiker
- Winkler, Theodor von (1826–1885), sächsischer Generalmajor
- Winkler, Therese (1824–1907), deutsche Lehrerin und Schriftstellerin
- Winkler, Thomas (* 1958), deutscher Politiker (Bündnis 90/Die Grünen), Bürgermeister von Mörfelden-Walldorf
- Winkler, Thomas (* 1972), deutscher Lehrer, Drehbuchautor und Kinderbuchautor
- Winkler, Thomas (* 1984), österreichischer Fußballspieler
- Winkler, Thomas (* 1985), Schweizer Sänger
- Winkler, Thomas (* 1998), österreichischer Eishockeyspieler
- Winkler, Tiberius Cornelis (1822–1897), niederländischer Paläontologe, Chirurg und Zoologe
- Winkler, Till, deutscher Wirtschaftsinformatiker
- Winkler, Tim (* 1986), dänischer Handballspieler
- Winkler, Tobias (* 1978), deutscher Politiker (CSU)Tobias Winkler (* 1978)

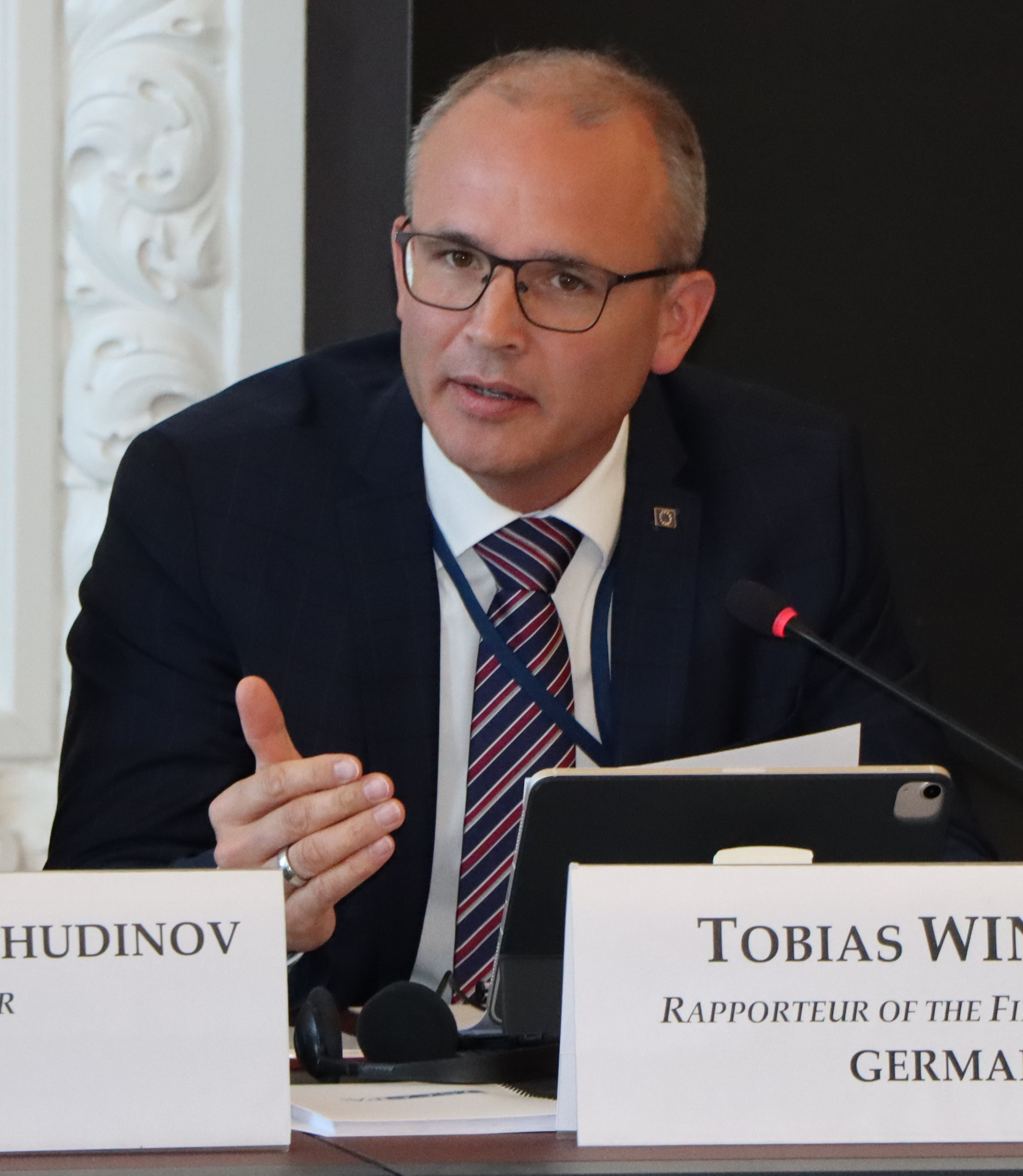
Tobias Winkler (* 1978)

###### Winkler, U
- Winkler, Ulrich (1961–2021), österreichischer Theologe und Religionswissenschaftler
- Winkler, Ulrich (* 1985), österreichischer Fußballspieler
- Winkler, Ute (* 1940), deutsche Juristin, Richterin, Gerichtspräsidentin

###### Winkler, V
- Winkler, Vera-Sabine (* 1961), deutsche Theologin und Autorin
- Winkler, Volker (* 1945), österreichischer Politiker (FPÖ), Landesrat
- Winkler, Volker (* 1957), deutscher Radrennfahrer und Radsporttrainer
- Winkler, Volkmar (1929–1980), deutscher Politiker (SED)
- Winkler, Volkmar (* 1959), deutscher Politiker (SPD), MdL

###### Winkler, W
- Winkler, Walfried (1904–1982), deutscher Motorrad- und Automobilrennfahrer
- Winkler, Walter (1926–2010), deutscher Endurosportler; DDR-Meister
- Winkler, Walter (1942–2022), deutscher Jurist, Richter am Bundesgerichtshof
- Winkler, Walter (1943–2014), polnischer Fußballspieler und -trainer
- Winkler, Walter Theodor (1914–1984), deutscher Psychiater und Arzt
- Winkler, Werner (1909–1999), deutscher Porzellangestalter
- Winkler, Werner (1913–1964), deutscher Politiker (SED), Minister für chemische Industrie der DDR
- Winkler, Werner (* 1950), deutscher Autor, Regisseur, Schauspieler und Theaterbetreiber der in München lebt
- Winkler, Werner (* 1964), deutscher Buchautor, Dozent und psychologischer Berater
- Winkler, Wilhelm (1884–1984), österreichischer Statistiker
- Winkler, Wilhelm (1893–1958), deutscher Archivar, Generaldirektor der Staatlichen Archive Bayerns
- Winkler, Wilhelm (1908–1993), deutscher Politiker (CSU), MdL und Landrat
- Winkler, Wilibald (1933–2010), polnischer Politiker und Wissenschaftler
- Winkler, Willi (1903–1967), deutscher Fußballspieler
- Winkler, Willi (* 1957), deutscher Autor
- Winkler, Willibald (1914–1984), deutscher Jazz- und Unterhaltungsmusiker
- Winkler, Willy (1904–1986), deutscher Buchdrucker, Heimatforscher und Museumsleiter
- Winkler, Woldemar (1902–2004), deutscher Maler, Zeichner und Bildhauer
- Winkler, Wolfgang (* 1902), deutscher Bürgermeister und Landrat
- Winkler, Wolfgang (1924–2005), deutscher Verwaltungsjurist
- Winkler, Wolfgang (* 1935), deutscher Jazzschlagzeuger
- Winkler, Wolfgang (1940–2001), deutscher Rennrodler
- Winkler, Wolfgang (1943–2019), deutscher Schauspieler
- Winkler, Wolfgang (* 1945), österreichischer Intendant, Musiker, Redakteur und Moderator

###### Winkler-B
- Winkler-Betzendahl, Madeline (1899–1995), deutsche Fotografin

###### Winkler-H
- Winkler-Hermaden, Arthur (1890–1963), österreichischer Geologe
- Winkler-Hermaden, Arthur (* 1965), österreichischer Diplomat, Botschafter der Republik Österreich in Schweden
- Winkler-Hermaden, Ulrich (* 1955), österreichischer Verleger
- Winkler-Horaček, Lorenz (* 1963), deutscher Klassischer Archäologe

###### Winkler-L
- Winkler-Leers, Paul (1887–1945), deutscher Lithograph und Industriegrafiker
- Winkler-Leu, Marie (1873–1949), Schweizer Mundartschriftstellerin

###### Winklern
- Winklern, Johann Baptist von (1768–1841), österreichischer Geistlicher, Theologe und Historiker

##### Winkles
- Winkles, Henry, englischer Zeichner, Drucker, und Stahlstecher
- Winkless, Terence H., US-amerikanisch-kanadischer Filmregisseur, Filmproduzent, Drehbuchautor und Schauspieler

##### Winklev
- Winklevoss, Cameron (* 1981), US-amerikanischer Ruderer und Unternehmer
- Winklevoss, Tyler (* 1981), US-amerikanischer Ruderer und Unternehmer

#### Winklh
- Winklhofer, Eduard (* 1961), österreichischer Maler und Installationskünstler
- Winklhofer, Hans (1910–1993), deutscher Politiker (BP, CSU)
- Winklhofer, Helmut (* 1961), deutscher Fußballspieler
- Winklhofer, Johann Baptist (1859–1949), deutscher Mechaniker und Unternehmer, Pionier der deutschen Büromaschinenindustrie
- Winklhofer, Thomas (* 1970), österreichischer FußballspielerThomas Winklhofer (* 1970)

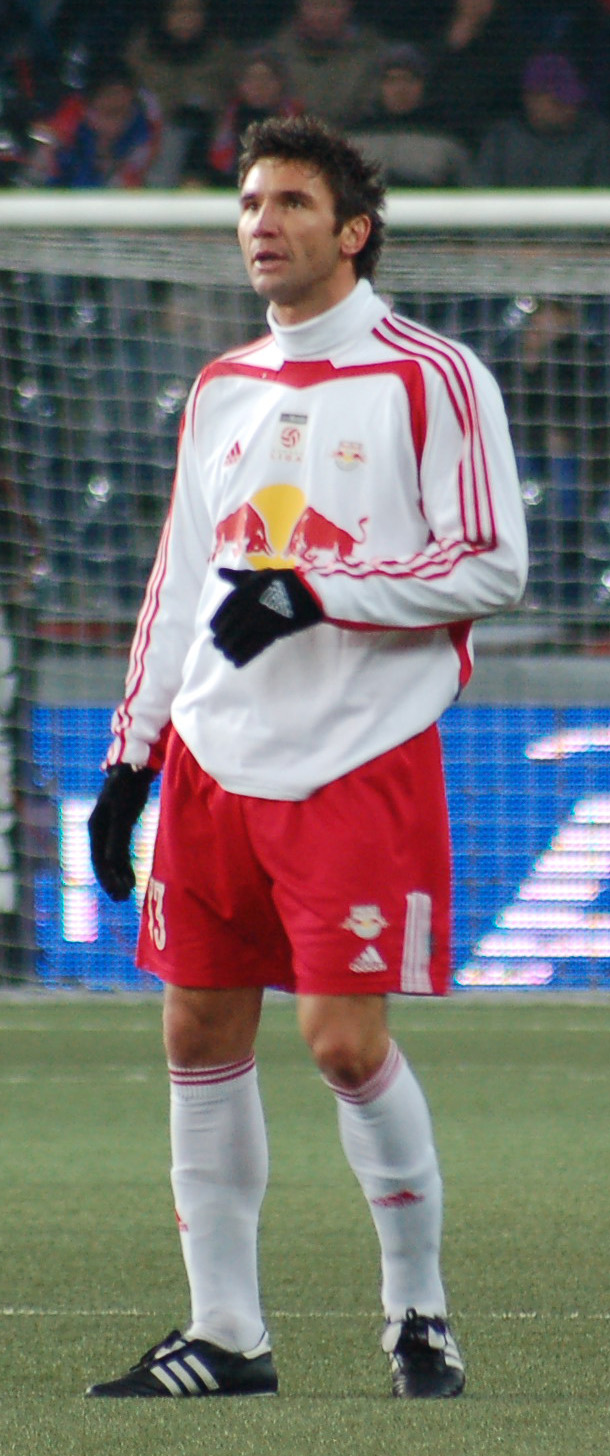
Thomas Winklhofer (* 1970)

#### Winklm
- Winklmann, Tina (* 1980), deutsche Politikerin (Bündnis 90/Die Grünen)

### Winkm
- Winkmann, Guido (* 1973), deutscher Fußballschiedsrichter

### Winko
- Winko, Simone (* 1958), deutsche Literaturwissenschaftlerin
- Winkopp, Peter Adolph (1759–1813), deutscher Schriftsteller und Publizist
- Winkowska, Karolina (* 1990), polnische Kitesurferin

### Winks
- Winks, Harry (* 1996), englischer Fußballspieler

### Winkw
- Winkworth, Catherine (1827–1878), englische Übersetzerin